# Хімічна зброя
Хімі́чна збро́я — вид зброї масового ураження, дія якої заснована на токсичних властивостях хімічних речовин. Визначальними складовими хімічної зброї, є так звані бойові отруйні речовини, носії хімікатів (найчастіше — хімічні снаряди), а також відповідні прилади і пристрої керування, які використовуються для доправлення хімічної зброї до цілі.
Різновидом хімічних боєприпасів є бінарні пристрої, які споряджаються двома нетоксичними або малотоксичними речовинами — напівпродуктами для отримання цільової отруйної речовини. У боєприпасі ці речовини відокремлені одна від одної і змішуються для отримання токсичного агенту вже під час доправлення боєприпасу до цілі. Підвищений інтерес до бінарної хімічної зброї пояснюється необхідністю забезпечення безпеки при виробництві, транспортуванні, зберіганні та експлуатації хімічної зброї.
1. Сукупно або по-окремо токсичні хімікати, боєприпаси та пристрої, навмисно призначені для смертельного ураження або нанесення іншої шкоди за рахунок токсичних властивостей хімікатів, що вивільняються у підсумку застосування таких боєприпасів і пристроїв, а також обладнання, спеціально призначене для використання безпосередньо у зв'язку із застосуванням вказаних боєприпасів і засобів.
2. Для цілей Конвенції про заборону розробки, виробництва, накопичення та використання хімічної зброї та її знищення «хімічна зброя» означає в сукупності або по-окремо:
  - a) токсичні хімікати та їх прекурсори, за винятком тих випадків, коли вони призначені для потреб, які не заборонені Конвенцією, за тої умови, що види та кількість відповідає таким цілям;
  - б) боєприпаси та пристрої, спеціально призначені для смертельного ураження або нанесення іншої шкоди за рахунок токсичних властивостей вказаних у підпункті a) токсичних хімікатів, що вивільняються внаслідок застосування таких боєприпасів і пристроїв;
  - в) будь-яке обладнання, спеціально призначене для використання безпосередньо у зв'язку із застосуванням боєприпасів і пристроїв, вказаних у підпункті б).

## Історія
Проста хімічна зброя час від часу застосовувалася протягом давнини і в індустріальну епоху. У XIX столітті з'явилася сучасна концепція хімічної війни, оскільки різні вчені та нації пропонували використовувати задушливі або отруйні гази. Нації були настільки стривожені, що було прийнято низку міжнародних договорів, спрямованих на заборону хімічної зброї. Однак це не завадило широкому застосуванню хімічної зброї в Першій світовій війні. Попри те, що в довгостроковій перспективі отруйні бойові гази були значною мірою неефективними, вони суттєво змінили характер війни. У багатьох випадках використані гази не вбивали, а натомість жахливо калічили, ранили або спотворювали жертви. Було зафіксовано близько 1,3 мільйона втрат від газу, що, можливо, охоплювало до 260 000 жертв серед цивільного населення.
У міжвоєнні роки інколи використовували хімічну зброю, переважно для придушення повстань. У нацистській Німеччині багато досліджень було спрямовано на розробку нової хімічної зброї, наприклад, сильнодійних нервово-паралітичних речовин/ Однак під час Другої світової війни хімічна зброя мало використовувалася на полі бою. Обидві сторони були готові використовувати таку зброю, але союзні держави ніколи не робили цього, а вісь «Берлін — Рим — Токіо» використовувала її дуже помірно. Причиною невикористання нацистами, попри значні зусилля, які були спрямовані на розробку нових бойових хімічних речовин, зокрема, газів, могла бути відсутність технічних можливостей або побоювання, що союзники дадуть рівноцінну відповідь власною хімічною зброєю. Ці побоювання не були безпідставними: союзники розробили комплексні плани щодо оборонного застосування хімічної зброї та накопичили її великі запаси. Японські війська використовували їх ширше, хоча лише проти своїх азійських ворогів, оскільки вони також побоювалися, що використання хімічної зброї проти західних держав призведе до відплати. Проти Гоміндану та китайських комуністичних військ часто застосовувалася хімічна зброя. Однак нацисти активно застосовували отруйний газ проти мирного населення під час Голокосту. У газових камерах нацистських таборів смерті були використані величезні кількості газу «Циклон Б» і оксиду вуглецю, що призвело до смерті приблизно трьох мільйонів. Це залишається найсмертоноснішим використанням отруйного газу в історії.
Післявоєнна епоха мала обмежене, хоча й руйнівне використання хімічної зброї. Близько 100 000 іранських військових, були втратами від іракської хімічної зброї під час ірано-іракської війни 1980—1988 років. Ірак використав іприт і нервово-паралітичні речовини проти власних цивільних під час хімічної атаки в Халабджі (1988). Кубинська інтервенція в Анголу призвела до обмеженого використання органофосфатів. Стверджують, що сирійський уряд використовував зарин, хлор та іприт у громадянській війні в Сирії. Терористичні групи також застосовували хімічну зброю, зокрема під час нападу зарину в токійському метро та інциденту в Мацумото. Дивіться також хімічний тероризм.

### У період до нашої ери
Отруйні речовини застосовувалися у військових конфліктах ще з давніх-давен. До методів боротьби тоді належало, наприклад, застосовування стріл, змочених зміїною отрутою, і зараження води. Перший правитель Стародавнього Єгипту Менес (близько 3000 р. до н. е.) виявляв неабияку зацікавленість у дослідженні і збиранні рослинних, тваринних і мінеральних отрут. Також єгиптяни вперше виявили смертельну дію парів синильної кислоти. На початку 2000 р. до н. е. індійськими династіями широко застосовувалися у воєнних діях дими заколисливої дії. Давньокитайські літописи свідчать про існування у 1000 році до н. е. сотень способів виготовлення отруйних і подразнювальних димів, а також про винайдення «смердючих» бомб і шрапнелей.
Давньогрецькими містами-державами також застосовувалася отруйні речовини. Істориком Фукідідом описувався один з епізодів Пелопоннеської війни (431—404 р. до н. е.), коли під час облоги афінського міста Платеї війська Спарти розпалювали під мурами деревину, просочену смолою та сіркою, яка виділяла отруйний, подразнювальний дим. Згодом ця тактика повторно застосовувалася Спартою та її союзниками під час облоги іншого афінського міста — Делію (у 424 році до н. е). Цей спосіб нині вважається першим прототипом хімічної зброї на теренах Західної цивілізації.
Між 82 та 72 роками до н. е. військами Стародавнього Риму застосовувалися токсичні дими, які мали засліплювальну і подразнювальну дію при вдиханні, що нагадує дію фосгену.

### До Першої світової війни
Близько 1000 року н. е. монгольські війська використовували газові бомби, що виготовлялися з сірки, селітри, нафти, смоли, деревного вугілля і ошурок, а також отруйної рослини аконіту. Важили такі бомби понад 2 кг. У проміжку з 960 по 1279 китайцями застосовувалися на полі бою отруйні (арсеновмісні) дими, а в 1155 — германцями.
Із настанням епохи Відродження і розвитком артилерійської справи різко зросла потреба у розробці хімічної зброї. Зокрема, Леонардо да Вінчі пропонував модифікувати звичайні гарматні ядра додаванням них суміші з подрібненої крейди, отруйного сульфіду арсену і солей міді. Ним же була запропонована перша модель захисної маски — вмочена у воді щільна тканина для захисту носа і рота.
Під час Тридцятирічної війни 1618—1648 років при облозі фортець активно застосовувалися смердючі гранати. Вони виготовлялися з перемелених рогів, копит, асафетиди і смоли. 1672 року війська мюнстерського єпископа Галена, оточивши голландське місто Гронінген, застосовували снаряди отруйної на основі алкалоїдів беладонни. За три роки, 27 серпня 1675, Священна Римська імперія і Франція підписали Страсбурзьку угоду про незастосування «підступних» знарядь — першу в історії домовленість про заборону токсичних речовин.

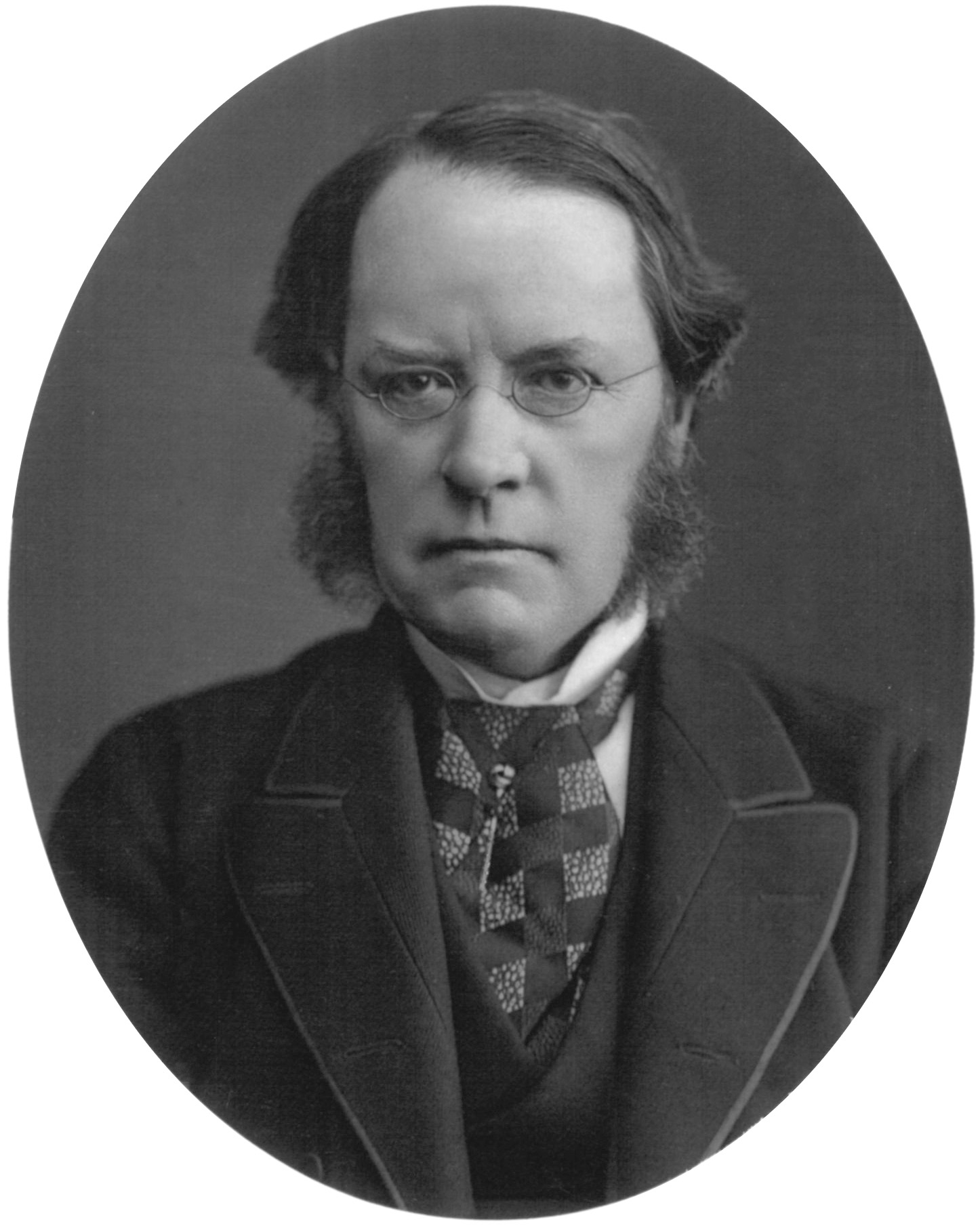
Барон Л. Плейфейр

У 1854 році, під час Кримської війни, британський хімік барон Лайон Плейфейр запропонував використовувати проти Російської імперії артилерійські снаряди з ціанідом какодилу (CH3)2AsCN. Однак командування Британського артилерійського управління відмовилося, розцінивши такий метод як неприйнятний — «такий самий, як і отруєння колодязів ворога». З приводу цієї відмови Плейфейр висловив обурення у листі до принц-консорта Альберта:
|  | Ця заборона не має сенсу. Законним способом ведення війни вважається заповнювати снаряди розплавленими металом, який розлетиться серед ворога і породить найстрашніші смертельні наслідки. Незрозуміло, чому ж отруйні випари, які можуть вбивати людей без їхнього страждання, розглядають як незаконні. Війна — це розруха, і що руйнівнішою вона може бути з найменшими стражданнями, то швидше скінчиться цей варварський метод захисту національних прав. Жодних сумнівів, із часом хімія використовуватиметься для зменшення страждань комбатантів, і навіть злочинців, засуджених до смерті. Оригінальний текст (англ.) There was no sense in this objection. It is considered a legitimate mode of warfare to fill shells with molten metal which scatters among the enemy, and produced the most frightful modes of death. Why a poisonous vapor which would kill men without suffering is to be considered illegitimate warfare is incomprehensible. War is destruction, and the more destructive it can be made with the least suffering the sooner will be ended that barbarous method of protecting national rights. No doubt in time chemistry will be used to lessen the suffering of combatants, and even of criminals condemned to death. |

Окрім пропозиції Плейфейра надходили також й інші варіанти отруйних речовин для застосування британцями у Кримській війні: снаряди з аміаком, діоксидом сірки, оксидом какодилу [(CH3)2As]2O.
Численні пропозиції щодо використання хімічного озброєння припадали також на час Громадянської війни у США. Зокрема, у 1861 році рядовий армії конфедератів І. Вокер написав листа до військового секретаря Люціуса Вокера з пропозицією застосувати отруйний газ проти Форту Пікенс та кораблів армії Півночі, що вартували поблизу міста Пенсакола (штат Флорида), але отримав на це відмову. Рік потому, 5 квітня 1862 року, шкільний вчитель з Нью-Йорка Джон Дофті у листі до Військового департаменту Союзу висловив ідею щодо застосування балонів з хлором для оборонних дій. Однак секретар управління Едвін Стентон так і не відповів на листа. А під час облоги у 1864 році міста Пітерсбург (штат Вірджинія) генералу Уліссу Гранту пропонувалося використати суміш хлоридної та сульфатної кислот для створення отруйної хмари проти оборонців. Проте цей задум, аналогічно до інших, не був здійснений — згідно прийнятого у 1863 році кодексу Лібера використання отруйних речовин вважалося негуманним веденням бойових дій.
27 серпня 1874 року відбулася Брюссельська конференція, на якій представниками 14 країн була затверджена міжнародна декларація про засудження хімічної зброї та заборону використання отруйних речовин у воєнних діях. Попри те, що декларація так і не набрала чинності, вона стала підґрунтям для проведення у 1899 році мирної конференції в Гаазі, в ході якої делегати від 26 країн підписали домовленість про заборону використання у воєнних цілях отрут і отруйної зброї (стаття 23а), а також окрему декларацію про заборону задушливих речовин (усіма членами окрім Сполучених Штатів).

### Перша світова війна
Першу світову війну неофіційно називають[хто?] війною хіміків, оскільки протягом усього конфлікту застосовувалися отруйні речовини найрізноманітнішої дії.
Основні застосовувані в ході війни речовини не були новоствореними — їхнє відкриття припадало на XIX і навіть на XVIII століття: хлор (1774), синильна кислота (1782), хлороціан (1802), фосген (1812), іприт (1822), хлоропікрин (1848). До інших речовин, що були в розпорядженні сторін конфлікту станом на початок війни, належали: етилбромоацетат, хлороацетон, ксилілбромід, бензилбромід, бромоацетон, бромбензилціанід, акролеїн.
Попри поширену думку, вперше застосувала хімічну зброю не Німеччина, а Франція — використовуючи проти німецьких військ гранати зі сльозогінним етилбромоацетатом у серпні 1914 року. Франція тестувала такі гранати ще до початку війни і продовжувала застосовувати сльозогінний газ протягом усієї війни. Однак низька ефективність подібних засобів не зчинила значного резонансу у стані ворога і тривалий час залишалася малопомітною, особливо на фоні подальшого масштабного застосування хімічної зброї Німеччиною.
Велика Британія на той час також проводила дослідження: спочатку зі сльозогінними речовинами, а згодом перейшовши до токсичніших. У січні 1915 року працівники Імперського коледжу показово уразили представників військового міністерства етилйодоацетатом, продемонструвавши його сльозогінну дію. А на розгляд Британському Адміралтейству на чолі з Вінстоном Черчиллем у травні 1915 представили проєкт, який передбачав застосування діоксиду сірки проти німецьких сил, димові завіси для військових маневрів та газозахисний шолом-маску для армії. Черчилль відхилив план, але створив комісію із досліджень застосування димів.

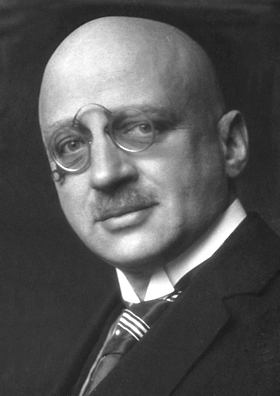
Фріц Габер

Німеччина вела перед у розробках і впровадженні отруйних речовин, в тому числі у дослідженні нових видів зброї проти постійно оновлюваних видів захисного спорядження. На чолі німецьких військових науковців стояв хімік Фріц Габер, який був розробником новітнього методу отримання промислово важливого аміаку (процес Габера—Боша) — сировини для синтезу нітратної кислоти, котра слугувала у виготовленні добрив і вибухівки тринітротолуолу. Хоч Габер і не був токсикологом, та він зробив величезний внесок до теорії хімічної зброї. Зокрема, він запровадив поняття про ступінь летальність речовин і правило Габера, яке постулювало математичну залежність між концентрацією речовини та часом дії, необхідними для досягнення летального ефекту.
Перше застосування хімічної зброї Німеччиною відбулося 27 жовтня 1914 році у битві при Нев-Шапель проти британських та індійських військ. Бойові дії велися із застосуванням 3 тисяч 105 мм шрапнелей, спроєктованих Вальтером Нернстом, що містили тринітротолуол і хлоросульфонат діанізидину — речовину подразнювальної дії. Однак застосована тоді речовина швидко розвіялася вітром і ніяким чином не уразила супротивника, навіть при тому, що британці жодним чином не були підготовані до газової атаки. 31 січня 1915 року у битві за Болімов на Східному фронті німці використали спеціально розроблені гаубичні 150 мм снаряди з ксилілбромідом. Але випущені по російських позиціях 18 тисяч снарядів не принесли бажаного результату — ксилілбромід є дієвим лише при розпилюванні, а за низької температури, яка була тоді під час битви, він є малотоксичною рідиною, що просто опадає на землю без завдання ушкоджень. Наступна спроба застосувати ксилілбромід була здійснена у березні, поблизу бельгійського Ньївпорта, і мала схожі результати.

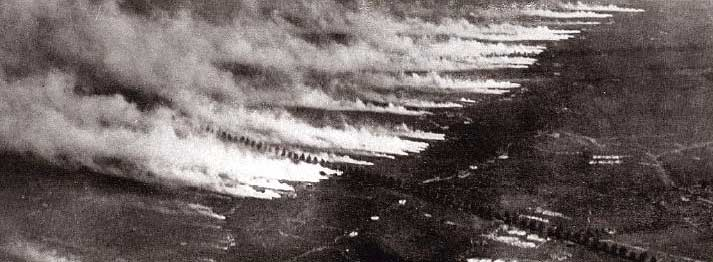
Розпилювання отруйних речовин під час Першої світової війни.

Наприкінці 1914 року Габеру спало на думку використовувати хлор, що тоді у значних кількостях застосовувався для отримання барвників, пускаючи його за вітром на ворожі позиції. Навесні 1915 року Габер переконав у цьому Вище командування Німеччини, а також отримав дозвіл на створення спеціального військово-наукового підрозділу Піонерський полк 35, військовики якого тренувалися для проведення хімічних атак і мали передове захисне спорядження. До числа науковців полку також увійшли Отто Ган, Вільгельм Вестфаль, Ервін Маделунг, Джеймс Франк і Густав Герц. Першою ціллю для хлорної атаки командувач Генерального штабу Німеччини генерал Еріх фон Фалькенхайн обрав бельгійське місто Іпр. В ході підготовки Габер розмістив поблизу міста понад 5 тисяч балонів зі стисненим хлором. Без сприятливого вітру він не міг випускати газ, в той час як супротивник обстрілював їхні позиції і подеколи навіть пробивав балони, внаслідок чого загинули 3 і отримали ушкодження 50 солдатів. 22 квітня 1915 року, дочекавшись сильного вітру з північного сходу, війська полку за наказом Габера відкрили вентилі на 5730 балонах, випустивши 168 тонн хлору по фронту шириною в 4 милі (6,4 км). Утворилася жовто-зелена стіна диму заввишки до 15 м, що рухалася на позиції французько-алжирських і канадських військ за швидкістю 30 м/хв. Солдати, що зазнавали ураження, не були укомплектовані достатнім захисним спорядженням, тому їм доводилося вмочувати у воді бавовняні пижі і прикривати обличчя. За різними підрахунками внаслідок газової атаки загинули та отруїлися від 3 до 15 тисяч осіб.
Представники союзників висловили обурення щодо застосування такого «негуманного і нечесного» ведення війни (незважаючи на наявність у них аналогічних розробок). З приводу початку Німеччиною повномасштабної хімічної війни пізніше висловився генерал фон Даймлінг, командувач німецького 15-го корпусу під Іпром:
|  | Я мушу зізнатися, наказ отруїти ворога, як труять пацюків, приголомшив мене: мені це було огидно, як і будь-якому порядному солдату. Однак якщо той отруйний газ призвів би до падіння Іпру, ми би здобули перемогу, котра могла вирішити результат всієї війни. Зважаючи на існування такої вищої мети, про особисте несприйняття доводилося мовчати. Оригінальний текст (нім.) Ich muß gestehen, daß die Aufgabe, die Feinde vergiften zu sollen wie Ratten, mir innerlich gegen den Strich ging, wie es wohl jedem anständig fühlenden Soldaten so gehen wird. Aber durch das Giftgas konnte vielleicht Ypern zu Fall gebracht werden, konnte ein feldzugentscheidender Sieg errungen werden. Vor solch hohem Ziel mußten alle inneren Bedenken schweigen. |

Після успішної операції під Іпром Габер почав діяльність також на Східному фронті — у травні 1915 німецькі війська знову атакували російські позиції під Болімовим. Випущені 263 тонни хлору спричинили загибель 6 тисяч вояків. В результаті двох наступних газових атак по тих самих позиціях загинуло ще 25 тисяч осіб (такі значні втрати пояснювалися відсутністю у російських військ необхідної захисної амуніції). А наймасштабніше застосування хлору відбулося у жовтні під французьким Реймсом — тоді з 25 тисяч балонів його було випущено 550 тонн.

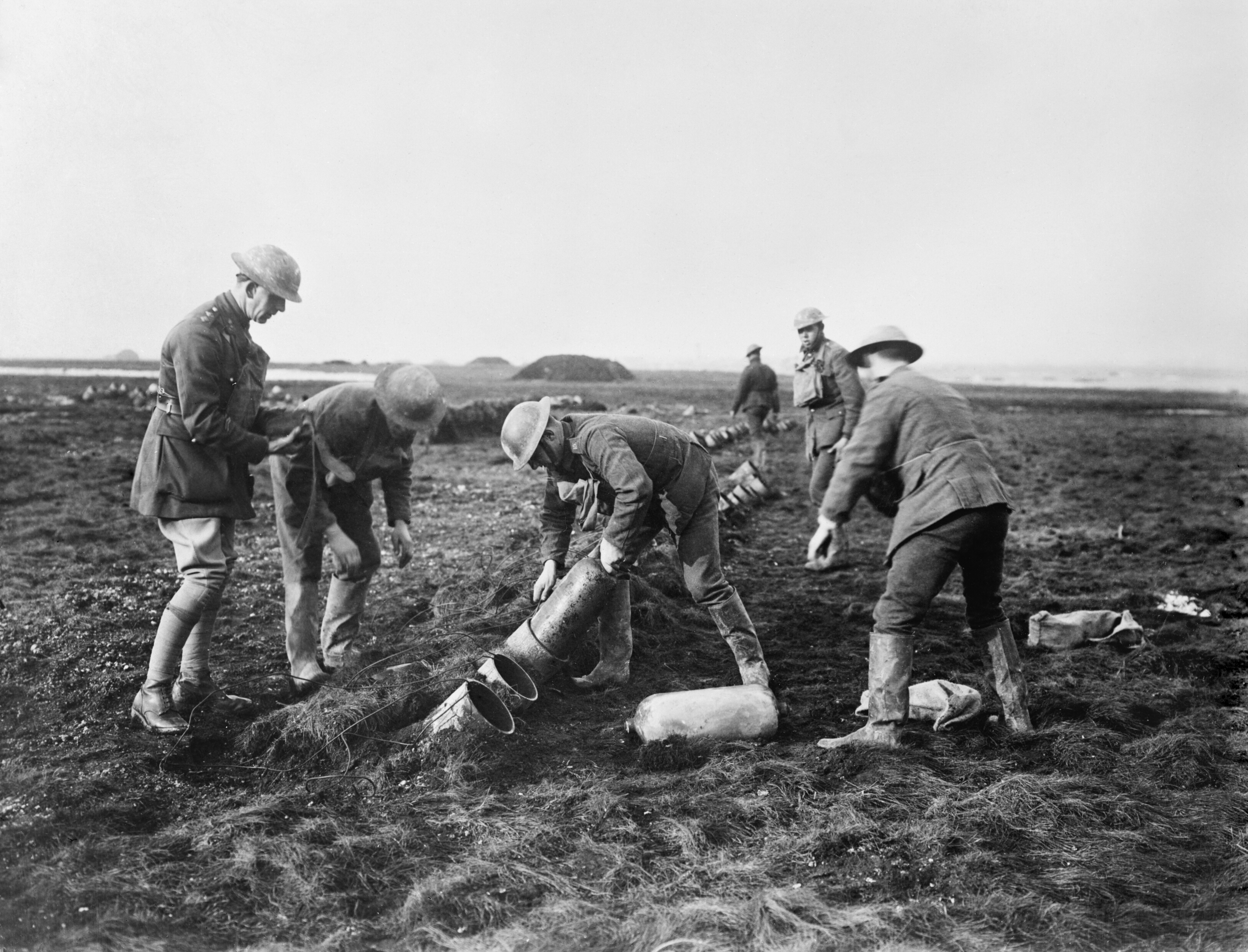
Британські вояки заряджають снарядом.

Після усвідомлення невідворотності хімічної війни керівництво Антанти спрямувало сили на розробку ефективного захисту для військ та хімічної зброї оборонного характеру. Однією з перших подій із масовим застосуванням отрут стала битва під Лоосом 24 вересня 1915, коли британці провели атаку із застосуванням хлору та етилйодоацетату. З того моменту війна переросла у перегони озброєнь — створення ефективнішого захисту, токсичніших речовин і потужніших систем для застосування зброї. Ще до кінця 1915 року військами Антанти були застосовані перхлорометилмеркаптан (задушливої дії) та сльозогінний бензилйодид, а Німеччиною — фосген, котрий був у 18 разів токсичнішим за хлор, і у травні 1916 — його модифікація — дифосген. Два місяці потому Франція застосувала синильну кислоту і згодом хлороціан.

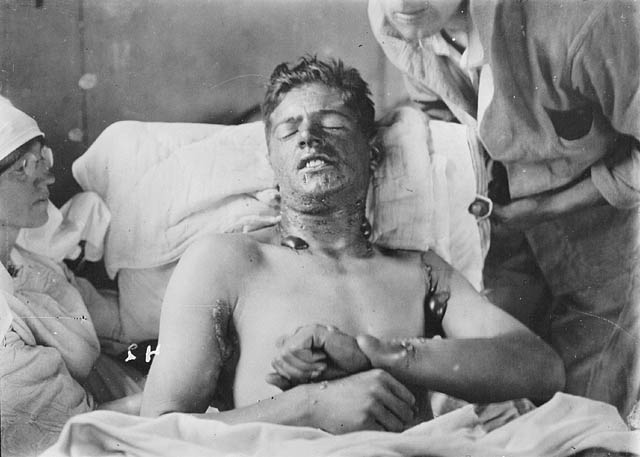
Канадський солдат, що отримав опіки шкіри внаслідок дії іприту (1917—1918).

12 липня 1917 року у битві поблизу Іпру Німеччина ввела в дію іприт — речовину шкірно-наривної дії, котра завдавала уражень по всіх незахищених ділянках тіла і була названа «королем хімічної зброї». Перше масштабне його застосування відбулося за тиждень, коли німці атакували сили Великої Британії під Ньюпортом, — поранення тоді дістали 14000 осіб, 500 з яких померли у перші три тижні. Наступного місяця по позиціях 2-ї французької армії було випущено 100 тисяч іпритних снарядів, що призвело до ураження 20 тисяч осіб.
Після того, як британцями були захоплені німецькі стратегічні запаси, союзники вперше застосовували іприт у битві біля Камбре у листопаді 1917 року. Паралельно у Британії розпочалося налагодження власного виробництва іприту, яке тривало близько року і пізніше сприяло швидкому прориву лінії Гінденбурга. Також робилися спроби синтезувати зброю сильнішої дії, ніж іприт. Зокрема, колишній професор Північно-Західного університету Вінфорд Льюїс на основі робіт Джуліуса Ньюленда створив нову арсеновмісну отруту, названу на його честь люїзитом. Але оскільки люїзит з'явився вже наприкінці війни, його так і не було застосовано.

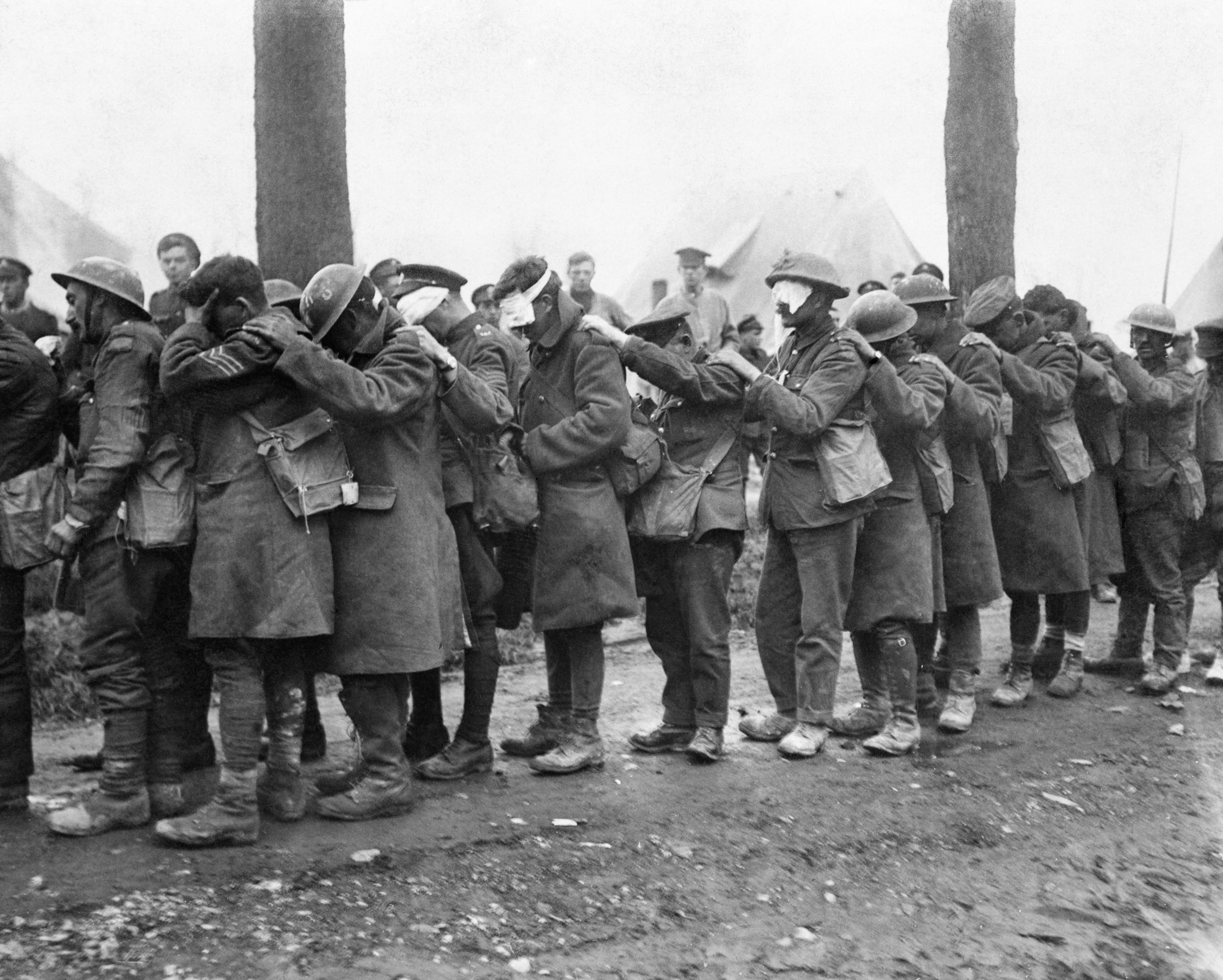
Осліплені сльозогінним газом британські піхотинці (1918).

За загальними підрахунками від дії газів в ході війни отримали ушкодження близько 1,2 мільйона солдатів і 91 тисяча загинула. При цьому втрати Російської імперії через низьку забезпеченість захистом становили майже половину від загального числа — 425 і 56 тисяч відповідно. Протягом конфлікту було застосовано 113—120 тисяч тонн отруйних речовин у 66 мільйонах снарядів. Серед хімічної зброї найбільші втрати спричинило застосування іприту — на нього припало увосьмеро більше жертв, ніж від усіх інших отрут разом узятих.
28 червня 1919 року країнами-учасниками війни був підписаний Версальський договір, який проголошував закінчення протистояння і поразку Німеччини. Статтею 171 цього договору постановлялося: «Забороняється використання задушливих, отруйних й інших газів та усіх подібних рідин, матеріалів і приладів; їхнє виробництво та ввезення у Німеччині суворо забороняється. Те саме стосується матеріалів, призначених для виробництва, накопичення і застосування згаданих продуктів і приладів».

### Міжвоєнний період
По закінченню війни значна кількість країн зголосилася підписати заборону на використання отруйних речовин у збройних конфліктах і тим не менш їхнє застосування не припинилося. 1922 року Німеччина та СРСР досягли домовленості про співпрацю в економічній та військовій сферах: Німеччина надавала обладнання і технічну допомогу стосовно хімічної зброї в обмін на дозвіл на проведення випробовувань на полігоні у місті Шихани. У 1921—1924 роках Франція та Іспанія застосовували іприт, хлоропікрин і фосген для придушення антиколоніальних виступів берберів у Марокко (в ході Рифської війни). Також у 1924 році Італія організувала військово-хімічний центр (італ. Centro Chemico Militaire) і почала виробництво хімічної зброї.
17 червня 1925 року у Женеві був підписаний «Протокол щодо заборони використання у війні задушливих, отруйних та інших газів і бактеріологічних методів ведення війни» (або скорочено Женевський протокол), який вступив у дію 8 лютого 1928. Першими підписантами стали США, Німеччина, Ірак та СРСР.
3 жовтня 1935 року Італія розпочала другу війну проти Ефіопії, в ході якої, незважаючи на ратифікований у 1928 році Женевський протокол, активно застосовувала іпритні бомби, що скидалися з літаків. Свої дії італійці намагалися виправдати, наводячи виключення з Протоколу, де було зазначено про можливість застосування хімічної зброї як відповіді на заборонені воєнні дії, і наполягаючи, що Ефіопія катувала та вбивала полонених, калічила їхніх солдатів.
У 1937 році Японська імперія розпочала озброєне вторгнення у Китай, в ході якого активно застосовувала хімічну зброю. За наявними даними до 8 травня 1945 року японськими військами було здійснено 1045 хімічних атак, що проводилися із використанням дифенілхлороарсину, дифенілціаноарсину, хлороацетофенону, синильної кислоти, фосгену, хлоропікрину, іприту і люїзиту.
За час міжвоєнного періоду перелік потенційної хімічної зброї поповнили нові розробки: азотний іприт HN3 (1935), табун (1936) та зарин (1938). Останні дві були синтезовані Герхардом Шрадером, працівником «IG Farben», і належали до абсолютно нового класу — фосфорорганічних отруйних речовин нервово-паралітичної дії.

### Друга світова війна
Станом на початок війни Німеччина (Третій Рейх) знову була лідером у розробках та накопиченні хімічної зброї. Масове виробництво протягом війни забезпечували новітні заводи у Раубкаммері, Фалькенгагені і Дігернфурті. Ними синтезувалися табун, зарин, хлороціан, синильна кислота і трифлуорид хлору. Та незважаючи на велетенський арсенал отруйних речовин, вони використовувалися вкрай рідко і більшість пролежала у сховищах аж до кінця війни. Небажання Третього Рейху масштабно використовувати хімічну зброю пов'язують із Адольфом Гітлером, який під час Першої світової війни зазнав отруєння іпритом і не хотів повторення таких методів.
Союзник Рейху у війні Японська імперія так само володіла хімічною зброєю. За час війни вона виробила 8 тисяч тонн отрут, що включали іприт, іпритно-люїзитну суміш, фосген (для снарядів) і синильну кислоту (для снарядів і скляних гранат). За даними Народно-визвольної армії Китаю в ході війни від хімічних атак Японії на Китай постраждали 80 тисяч осіб.
Протягом усього конфлікту не припинялися розробки нових отруйних речовин. Зокрема, до створеного у 1935 році азотного іприту HN3 були синтезовані модифікації: HN1, що став на озброєння США, та HN2 — Великої Британії. 1944 року німецький Нобелівський лауреат Ріхард Кун створив нового представника у ряді фосфорорганічних отрут — зоман. Пізніше німцями проводилися дослідження стосовно інших нервово-паралітичних газів — етилзарину і циклозарину.
В ході війни з боку Рейху було застосовано 78 тисяч тонн отруйних речовин, зокрема 12 тисяч тонн табуну у 1942—1945 роках і близько 450 кг зарину у 1945. Як носії зброї використовувалися типові 105 і 150 мм снаряди, а також 250 кг бомби. По закінченню війни в ході демілітаризації з німецьких сховищ було вивезено близько 40 тисяч 250 кг табунних бомб, 21 тисячі іпритних снарядів різного калібру, 2700 азотно-іпритних ракет і близько 750 табунних артилерійських снарядів.

### Післявоєнний період
По закінченню війни німецькі технології були поділені між СРСР та західними країнами. Промислові потужності з виробництва табуну і зарину були демонтовані і переправлені до Сталінграду, а США залучили до роботи військовополонених німецьких науковців на чолі із Г. Шрадером і до 1952 року налагодили власне виробництво зарину на території арсеналу Рокі Маунтін (Колорадо).
В 1952 році у британській компанії «Imperial Chemical Industries» в ході створення інсектициду, що мав би замінити собою ДДТ, отримали нову фосфор- і сульфурорганічну сполуку, що не тільки виявляла властивості отруйних речовин нервово-паралітичної дії, а й значно переважала за цими показниками наявні зразки. Розробка дістала умовне позначення VX (від V — англ. venomous, отруйний) і поклала початок серії V-газів (другий представник цього ряду, амітон VG, був отриманий у 1955 році). Дані речовини були у 1000 разів отруйніші при дії на шкіру, ніж найнебезпечніший на той час зарин, і в 2—3 рази отруйніші при вдиханні. Одна лише крапля отрути розміром із сірникову голівку, яка потрапляла на шкіру, призводила до смерті протягом 15 хвилин.

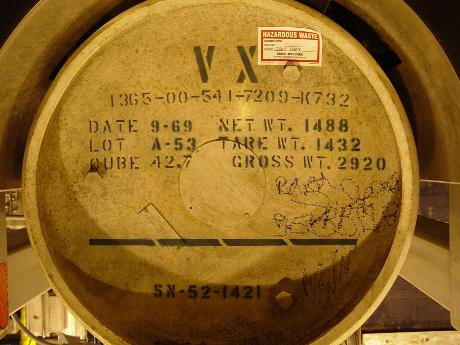
Остання цистерна з рідким VX (1969-го року) на складі у США.

Однак британські заводи не взялися за синтез новоствореного VX, оскільки були зосереджені на отриманні табуну і зарину, тому права на виробництво передали до США та Канади. На озброєння США VX офіційно став у 1957 році. У своєму річному звіті Командування хімічних військ США прокоментувало цю подію:
У Радянському Союзі виробництво VX почалося на початку 1960-х — спочатку на заводі у Волгограді, а згодом і в Чебоксарах.
Також у 1950-х деякі країни розпочали програми із розробки речовин, що впливають на мозкову діяльність людини, позбавляючи її можливості адекватно реагувати і виконувати завдання, при цьому не зашкоджуючи здоров'ю, — отруйних речовин психохімічної дії. Зокрема, у 1951 році у США завершилися клінічні дослідження мескаліну та 41 його похідної, за результатами яких було встановлено, що доза, необхідна для досягнення бажаного результату, є надто високою. 1955 року дослідження продовжилися вивченням ЛСД і тетрагідроканабінолу. У військових цілях ці розробки не застосовувалися. Успішними виявилися результати досліджень психоактивної речовини хінуклідил-3-бензилату (BZ), яку взяли на озброєння і застосовували у вигляді димових сумішей.
Ряд представників хімічної зброї подразнювального типу (ірритантів) у 1950-х роках поповнився високоефективним 2-хлоробензальмалононітрилом (CS) — речовиною сльозогінної дії, і в 1961 його прийняли на озброєння у Великій Британії, зокрема, для використання підрозділами поліції. Рік потому у Швейцарії був створений ірритант дибензоксазепін (CR), який виявився удесятеро токсичнішим за CS. Ці отрути масово застосовувалися під час війни у В'єтнамі.
Першим з часів Другої світової масштабним конфліктом із застосуванням хімічної зброї стала Громадянська війна у Північному Ємені (1962—1970). У період з 1963 по 1967 роки проти прибічників єменського імама, скинутого в результаті перевороту, єгипетськими військами застосовувалися хлороацетофенон, іприт, фосген і деякі нервово-паралітичні речовини. На додачу до власного арсеналу, який розроблявся з 1950-х, Єгипет також отримував військову допомогу від СРСР. Ці військові дії Єгипет проводив, незважаючи на підписану ним Женевську конвенцію 1925 року.

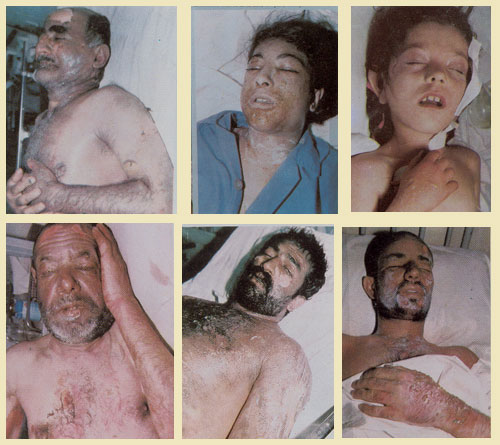
Жертви хімічної атаки на іранське місто Сердешт (1987).

Наступним значним конфліктом з погляду застосування хімічної зброї стала ірано-іракська війна 1980—1988 років, де отруйні речовини застосовувалися Іраком, спершу як оборонний захід. Подібно до Єгипту, Ірак також був підписантом Женевської конвенції (ратифікував її у 1931) і тому діяв із порушенням статуту. Перше зафіксоване використання отрут припадало на листопад 1980 і протягом кількох наступних років атаки повторювалися, після чого Іран надіслав скаргу до ООН, наголошуючи на неприпустимості застосування хімічної зброї. У 1984, 1986 і 1987 роках до району протистоянь надсилалися комісії з представників ООН, які підтверджували застосування отруйних речовин і навіть наголошували на наявності тенденції до зростання масштабів хімічних атак. За свідченнями комісії, основними використовуваними речовинами були іприт і табун, що скидалися іракською авіацією у вигляді бомб.
За підсумками протистояння 5 % військовослужбовців Ірану постраждали внаслідок отруєння хімічною зброєю, а загальна кількість постраждалих сягнула 5000 осіб, з яких 200 загинули. Отруйні речовини застосовувалися іракцями не лише проти Ірану, а й проти власного населення, зокрема при бомбардуванні курдського міста Халабджа у 1988 році.

### Міжнародні угоди кінця XX століття

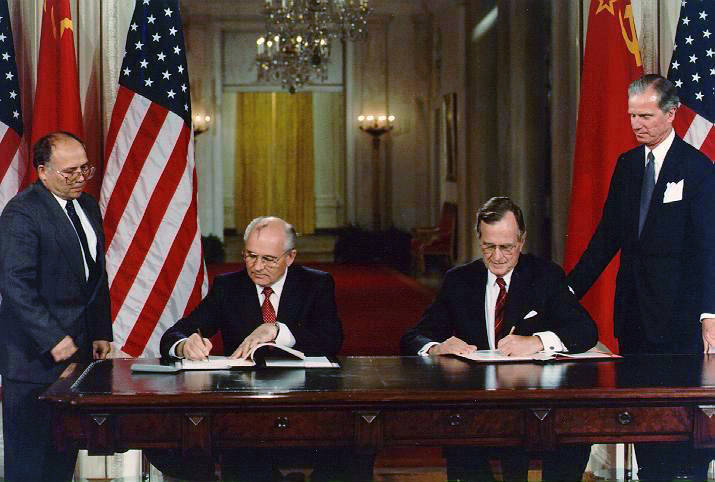
Підписання угоди 1990 року М. Горбачовим (ліворуч) і Дж. Бушем-старшим (праворуч).

Політичні зміни у Радянському Союзі в період «перебудови» сприяли відкритішій позиції СРСР у питаннях хімічного озброєння. 1987 року, після офіційної заяви про наявність хімічної зброї, керівництво повідомило про згортання програми з її виробництва. Подальша демілітаризація включала підписання ряду мирних домовленостей, які мали зняти напругу у відносинах між країнами-учасницями нещодавньої Холодної війни.
23 вересня 1989 відбулося підписання двостороннього Американо-радянського меморандуму про порозуміння (так званий Вайомінзький меморандум), в якому затверджувалися наміри сторін щодо оприлюднення даних про наявні запаси хімічного озброєння і допуску комісій. Рік потому, 1 червня 1990 року, країни підписали документ «Угода про знищення і невиробництво хімічної зброї та заходи щодо сприяння багатосторонній конвенції про заборону хімічної зброї». Положення цієї угоди так і не виконувалися, оскільки з часом радянська (російська) сторона почала стверджувати, що вони вичерпали своє значення і мають бути замінені на положення Конвенції про хімічну зброю (1993). Натомість, американська сторона все одно наполягала на необхідності дотримання положень угоди.
Окрім американо-радянського урегулювання відбулося також підписання мирного договору у військово-хімічній сфері між Індією та Пакистаном — одного з документів, що мали поставити крапку у багаторічних збройних протистояннях. 19 серпня 1992 року в Нью-Делі сторони підписали угоду, в якій гарантували за жодних обставин не розробляти, не синтезувати та в будь-який інший спосіб не набувати хімічну зброю, а окрім того також не спонукати і не заохочувати будь-кого до цих дій. Щоправда, в ході подальших перевірок Індія задекларувала наявність у своєму розпорядженні певної кількості хімічної зброї, створеної на замовлення оборонної організації, що стало приводом для суперечки з Пакистаном стосовно виконання вимог домовленості.
| підписали і ратифікували Конвенцію лише підписали (Ізраїль) | у процесі підписання не підписали або планують підписати |

Світова мапа із позначенням країн (станом на 2013 рік), що:

У 1993 році була підписана Конвенція про заборону розробки, виробництва, накопичення, використання хімічної зброї та про її знищення (Конвенція про хімічну зброю) — перша в історії угода, яка передбачала повну заборону і знищення зброї масового ураження. Вона вступила в дію 29 квітня 1997 року. Станом на 17 жовтня 2015 року підписали і ратифікували Конвенцію 192 країни і 1 країна підписала, але не ратифікувала (Ізраїль).
В тексті Конвенції сформульовано поняття «хімічна зброя» — в сукупності або окремо як:
1. токсичні хімікати та їхні прекурсори, за винятком тих випадків, коли вони призначені для потреб, які не заборонені Конвенцією, за тієї умови, що види та кількість відповідають таким цілям;
2. боєприпаси та пристрої, спеціально розроблені для смертельного ураження або нанесення іншої шкоди за рахунок токсичних властивостей вказаних у пункті 1 токсичних хімікатів, що вивільняються у результаті застосування таких боєприпасів і пристроїв;
3. будь-яке обладнання, спеціально розроблене для безпосереднього використання при застосуванні боєприпасів і пристроїв, вказаних у пункті 2[a 4].

В рамках дії Конвенції, було покладено початок діяльності Організації із заборони хімічної зброї — установи, що контролює процес знищення хімічної зброї (в тому числі у покинутих сховищах), а також відповідних виробничих потужностей. Вона стежить за неучастю державних установ і хімічних підприємств у забороненій діяльності, за торгівлею потенційно небезпечними речовинами, надає допомогу країнам-учасницям Конвенції, що стали жертвами хімічної агресії, та сприяє розвитку їхнього технічного й економічного потенціалу.
В процесі створення Конвенції були визначені переліки токсичних речовин та їхніх прекурсорів, що могли би слугувати для створення хімічної зброї:
- список 1 — у списку зазначені представники, що застосовувалися переважно у хімічному озброєнні і не мали іншого практичного використання. Сюди віднесені декотрі речовини нервово-паралітичної дії (наприклад, зарин) та іприт. Країни-учасниці можуть здійснювати виробництво цих сполук лише для мирних, оборонних цілей і в обмежених кількостях, дотримуючись суворої звітності для кожного випадку;
- список 2 — список включає деякі інші хімікати, що можуть використовуватися у воєнних цілях (зокрема, амітон), а також речовини, що можуть слугувати для отримання сполук зі списку 1. Країни можуть отримувати їх виключно для мирних цілей, а торгівля та переміщення речовин обмежується лише країнами-учасницями;
- список 3 — перелік містить речовини, що є «класичними» газами періоду Першої світової війни (хлор, фосген). Дані представники нерідко мають альтернативне застосування, тому обмеження їхнього обігу було би обтяженням для хімічної промисловості. Країни-учасниці можуть синтезувати речовини зі списку 3 у будь-яких кількостях, але тільки за умови застосування у мирних цілях[62].

### Громадянська війна в Сирії

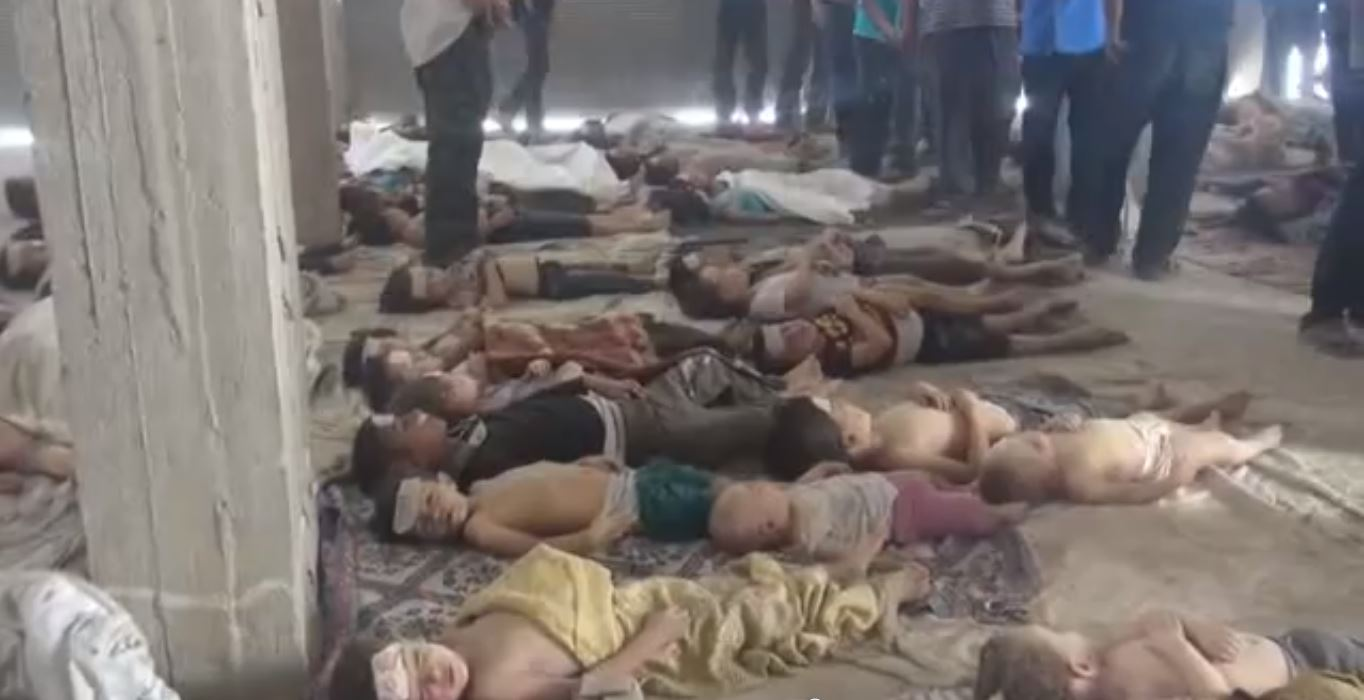
Жертви хімічних атак в Гуті (2013 рік). Як бойова отруйна речовина використаний зарин.

Майже від початку збройного конфлікту в Сирії були зафіксовані численні випадки застосування хімічної зброї. На початку 2016 року сирійсько-американське медичне товариство оприлюднило доповідь, в якій було описано 161 атаку із застосуванням хімічної зброї від початку війни й до кінця 2015 року. Організація також мала інформацію про іще 133 хімічні атаки, але стосовно яких забракло переконливих доказів.
Задокументована 161 атака із застосуванням хімічної зброї забрала 1491 життів, іще 14 581 осіб зазнали отруєння різного ступеню. Із зафіксованих атак 77 % випадків стались вже після ухвалення резолюції Ради Безпеки ООН 2118 у вересні 2013 року, якою були створені механізми для знищення задекларованих запасів хімічної зброї в Сирії. 2015 року було зафіксовано 69 атак із використанням хімічної зброї. Причому серед використаних отруйних речовин був застосований і хлор, навіть після ухвалення резолюції Ради Безпеки ООН 2209, яка засудила його застосування як зброї в Сирії.
Перші хімічні атаки були зафіксовані вже в грудні 2012, в Хомс. З березня 2013 року інтенсивність їх використання стала наростати, досягши кульмінації 21 серпня 2013 року коли режим Асада здійснив хімічні атаки в Гуті (провінція Дамаск). За різними оцінками кількість жертв склала від 322 до 1729 осіб загиблими.
У вересні того ж року була досягнута домовленість про вивезення та знищення хімічної зброї з Сирії. Режим Асада приєднався до Конвенції про хімічну зброю, була ухвалена резолюція Ради Безпеки ООН 2118, з країни було вивезено 1290 тон отруйних речовин (в тому числі, зарину, VX, та прекурсори іприту), була знищена інфраструктура для виробництва хімічної зброї. Проте, низка оглядачів підозрювали режим Асада у неналежному виконанні взятих на себе зобов'язань, в тому числі у приховуванні залишків хімічної зброї та спробах відновити її виробництво.
Однак, хоча режим припинив застосування нервово-паралітичних отруйних речовин, але почав ширше застосовувати хлор. З початку 2014 року розпочалась методична компанія скидання наповнених хлором «бочкових бомб» на житлові райони утримуваних опозицією населених пунктів.
Вже до літа 2015 року хімічна зброя опинилась в руках інших озброєних формувань, в тому числі, ІДІЛ. Відомі випадки застосування бойовиками ІДІЛ іприту й хлору.
4 квітня 2017 року був завданий повітряний удар по місту Хан-Шейхун (провінція Ідліб). Боєприпаси містили отруйну речовину нервово-паралітичної дії, найімовірніше зарин. Загинуло близько 100 осіб (із них понад 20 дітей), іще понад 300 отримали отруєння різного ступеню. Ця атака стала однією з найбільших (за кількістю жертв) хімічних атак після атаки в Гуті

### Російсько-українська війна
Російські бойовики вдались до застосування хімічних гранат К-51 (речовина CS) під час боїв за термінали Донецького аеропорту в 2015 році. Тоді було неодноразово помічено застосування сльозогінної отруйної речовини проти українських захисників.
За словами військових полку «Азов», 11 квітня 2022 року російська армія, за допомогою БЛА, застосувала невстановлену отруйну речовину (хімічну зброю) у Маріуполі.
9 грудня 2022 року під час засідання Постійної ради ОБСЄ у Відні Європейський Союз навіть засудив застосування гранат із сльозогінним газом російськими військовими.
Про застосування росіянами отруйних речовин задушливої дії під час боїв за Бахмут повідомляли українські військові в другій половині квітня 2023 року.
Станом на кінець грудня 2023 року від початку повномасштабного вторгнення Сили оборони України зафіксували 465 фактів застосування російськими військовими боєприпасів з отруйними хімічними речовинами. При чому, такі випадки стають дедалі частішими.
Зазвичай російські військові скидають з БПЛА ручні гранати, такі як К-51, РГР та ручна газова граната «Дрофа-ПМ», зафіксовані випадки використання саморобних вибухових пристроїв. Також відомі випадки артилерійських обстрілів із вмістом хімічно небезпечних речовин. 14 грудня 2023 року виявлене застосування нового типу спеціальних газових гранат РГ-ВО із вмістом поки невідомої хімічної речовини.
1 травня 2024 року Державний департамент США звинуватив Росію у застосуванні хімічної зброї проти українських військ, а також оголосив про нові санкції проти неї.

## Характеристика отруйних речовин
Основу хімічної зброї складають отруйні речовини (ОР) — токсичні хімічні сполуки, що мають певні фізичні й хімічні властивості, завдяки яким можливе їхнє бойове застосування з метою ураження людей, тварин і зараження місцевості на тривалий час. Знаходячись у бойовому стані, вони вражають організм людини, проникаючи крізь органи дихання, шкірні покриви і рани. Крім того, людина може одержати ураження через вживання заражених харчових продуктів і води, а також через вплив отруйних речовин на слизові оболонки очей й носоглотки.
Бойовий стан ОР — такий стан речовини, за якого її застосовують для досягнення якнайбільшого ефекту в ураженні людей. Види бойового стану ОР: пара, аерозоль, краплі.
ОР у стані пари чи тонкодисперсного аерозолю заражають повітря й вражають людей через органи дихання (інгаляційна поразка).
За тактичним призначенням і за характером вражальної дії ОР поділяються на групи:
- смертельні або летальні (для смертельного ураження чи виводу з ладу людей на тривалий термін),
- що тимчасово виводять з ладу або інкапаситанти (діють на нервову систему і викликають психічні розлади),
- подразнювальні і навчальні або ірританти.

За фізіологічною дією на організм ОР підрозділяють на нервово-паралітичної дії, шкірнонаривної, загальноотруйної, задушливої, психохімічної і подразнювальної дії.
Залежно від тривалості збереження вражальної здатності ОР поділяють на дві групи: стійкі, які зберігають свою вражальну дію від декількох годин і доби до декількох тижнів; нестійкі, вражальна дія яких зберігається кілька десятків хвилин після їхнього застосування.
ОР у вигляді грубодисперсного аерозолю чи крапель, заражають місцевість, устаткування, техніку, одяг, засоби захисту, водойми і здатні вражати незахищених людей як у мить осідання хмари зараженого повітря, так і після опадів часток ОР унаслідок їхнього випару із заражених поверхонь, а також у разі взаємодії людей з цими поверхнями і вживанні заражених харчових продуктів та води.
Кількісною характеристикою ступеня зараження різних поверхонь є щільність зараження — кількість отруйної речовини, що знаходиться на одиниці площі зараженої поверхні (г/м²).
Кількісною характеристикою зараження повітря і джерел води є скупчення отруйної речовини — кількість отруйної речовини, що міститься в одиниці об'єму (г/м³).

### Фізичні властивості

#### Агрегатний стан
Агрегатний стан визначає спосіб переводу отруйної речовини в бойовий стан.
Отруйні речовини за звичайних умов можуть перебувати в газоподібному (пара), рідкому та твердому станах. Однак під час їхнього бойового застосування як рідких речовин, вони можуть перетворюватися на краплинопорідкий аерозольний стани чи перебувати у вигляді пари. Тверді отруйні речовини, застосовують як аерозоль (дим).
У стані аерозолю, отруйні речовини можуть мати різні розміри — тонкодисперсний (10−6−10−3 см), що не осідає на різні поверхні, та грубодисперсний (10−2 см), який осідає на різні поверхні.
У стані крапель рідкі частинки мають розміри 0,5-0,01 см і більші та швидко осідають на різні поверхні.
Отруйні речовини у стані пари та тонкодисперсного аерозолю, заражають повітря та уражають особовий склад через органи дихання.
Отруйні речовини у вигляді грубодисперсного аерозолю чи крапель заражають місцевість, об'єкти навколишнього середовища, уражають особовий склад як в мить осідання (інгаляційне ураження та крізь шкіру), так і після осідання внаслідок їх випаровування із заражених поверхонь (інгаляційне ураження), а також при контакті з цими поверхнями та при споживанні заражених продуктів і води.
Рідкі отруйні речовини також можуть бути перетворені на «пил» всмоктуванням в тверду основу. Як основа може бути використаний, зокрема, аерогель, тальк, алюмогель, силікагель, діатоміт, каолініт, відбілювальні глини та пемза. У вигляді пилу отруйні речовини мають розмір частинки не більше за 10 мкм. При бойовому застосуванні їх розпорошують у вигляді хмари пилу. Частинки такого розміру можуть проникати крізь одяг та долати прості протигази. Отруйні речовини у вигляді пилу становлять загрозу як для дихання, так і контакту зі шкірою. Колір, запах, інші фізичні властивості можуть визначатись властивостями базової речовини та відрізнятись від чистої отруйної речовини.

#### Запах
У деяких хімічно чистих отруйних речовин запах або відсутній або надзвичайно слабкий (фосфорорганічні отруйні речовини, іприт, тощо), проте може з'являтись через забруднення домішками та продуктами горіння заряду боєприпасу.
При проведенні хімічної розвідки отруйні речовини через запах не виявляють, натомість користуються технічними засобами. Тому запах отруйних речовин має лише діагностичне значення і враховується при встановленні діагнозу зараження інгаляційним шляхом при збереженні анамнезу.

#### Леткість та щільність пари
Леткість (максимальна концентрація насиченої пари за даної температури) вимірюють в r/м3 повітря. У польових умовах отруйні речовини випаровуються у повітрі, що рухається, чим істотно знижує їх концентрацію. Однак для більшості отруйних речовин токсичні концентрації значні менші від максимальних.
Леткість визначає швидкість випаровування та стійкість отруйних речовин на місцевості і залежить від пружності пари та температури кипіння речовини.
Пари отруйних речовин здатні адсорбуватись (всмоктуватись) обмундируванням, завдяки чому можливе ураження особового складу за межами вогнища після зняття протигаза (притаманно зарину та зоману), тому обмундирування потребує обробки дегазаційними рецептурами.
Щільність пари визначається відношенням маси 1 м3 пари отруйної речовини до маси 1 м3 повітря та залежить від молекулярної маси речовини.
Щільність пари обчислюють за формулою: {\displaystyle d={\frac {M_{OP}}{29}}} (де 29 — молекулярна маса повітря).
При щільності пари отруйної речовини більше 1, приземний шар атмосфери (до 30 м над поверхнею землі), ймовірно, тривалий час буде заражений, особливо у безвітряну погоду і уражатиме незахищений особовий склад.

### Хімічні властивості
Під хімічними властивостями розуміють здатність отруйних речовин взаємодіяти з різними хімічними сполуками та біосубстратами як в навколишньому середовищі, так і в організмі.
Із хімічних властивостей практичне значення, головним чином, мають реакції отруйних речовин, які використовують для дегазації, індикації, або пояснюють механізм токсичної дії та механізм для протиотрут (антидотів).
Також важлива здатність отруйних речовин вступати з речовинами з навколишнього середовища, серед іншого, такими реакціями є:
- гідроліз у воді,
- окислення киснем з повітря,
- фотохімічні реакції під дією сонячного випромінювання,
- термохімічний розклад,
- інші реакції зі сполуками з навколишнього середовища (покриття, рослини, різні поверхні).

Ці реакції з рештою можуть призводити до поступового розкладу отруйної речовини та знезараження місцевості (пасивна дегазація). В цьому сенсі гідроліз може бути найважливішою реакцією, оскільки вода або її пара присутня майже всюди в приміщеннях та ззовні. Крім того, вода всмоктується в різні поверхні та її присутність може впливати на взаємодію отруйних речовини з цими поверхнями.
При гідролізі хімічні зв'язки в молекулі отруйної речовини руйнуються і молекула води долучається до обох половин як водневий катіон та гідроксидний аніон. В результаті утворюються нові хімічні сполуки, деякі з них неотруйні, а деякі можуть бути не менш отруйними за вихідну речовину.

## Класифікація

### За фізіологічною дією
| Клас речовин                      | Вплив на організм, симптоми | Поширені представники |
| --------------------------------- | --- | --- |
| Задушливої дії                    | Пошкоджують дихальні шляхи, підвищуючи проникність клітинних мембран, внаслідок чого альвеоли заповнюються плазмою крові, що призводить до появи набряку легень. Ознаки отруєння проявляються через кілька годин прихованого періоду і супроводжуються кашлем, задишкою, посинінням губ і обличчя, гіпоксією та можливою смертю за кілька днів. У разі вдихання речовин високої концентрації набряки не спостерігаються, уражений швидко помирає від задишки і паралічу дихального центру. | Фосген, дифосген, хлор |
| Шкірно-наривної дії               | Імовірний механізм дії речовин полягає у реакції зі структурними білками клітин (їхньому ацилюванні, алкілюванні). Викривлення структур мембранних білків змінює проникність мембран і сприяє переміщенню цитоплазми до верхніх шарів шкіри, де утворюються пухирці. Поява ознак ураження з'являється після нетривалого прихованого періоду, ними є почервоніння шкіри і свербіж (у малих дозах ці ознаки з часом проходять). Внаслідок сильнішої дії отрут з'являються пухирці із прозорою або жовтуватою рідиною, що можуть об'єднуватися. На місці видалених пухирців з'являються виразки, що загоюються 1—2 місяці й можуть залишати рубці. Також речовини резорбуються крізь шкіру у кров і проявляють загальноотруйні властивості, взаємодіючи з деякими ферментами, котрі внаслідок цього втрачають каталітичні властивості. Великі концентрації речовин спричинюють кровотечі в організмі, що можуть бути смертельними. | Іприт, люїзит, метилдихлороарсин, фосгеноксим                                                                                          |
| Загальноотруйної дії              | Речовини не мають певного механізму дії. Їхня токсична дія полягає в інгібуванні певних ферментів та впливі на обмін речовин. За винятком тетраетилсвинцю загальноотруйні речовини здебільшого впливають на кров і порушують процеси передавання кисню. Симптомами отруєння є задуха, судоми, параліч. Загальним наслідком дії отрут, є смерть від зупинки дихання. Речовини можуть не чинити впливу на тканини та органів, крізь які вони сорбуються, хоча для хлороціану притаманне подразнення слизових оболонок і шкіри. | Арсин, синильна кислота, хлороціан |
| Нервово-паралітичної дії          | Хімічно зв'язують фермент ацетилхолінестеразу, внаслідок чого той втрачає біокаталітичні властивості. Через бездіяльність ацетилхолінестерази, присутній нейромедіатор ацетилхолін критично підвищує збудження рухових м'язів, що призводить до появи судом, котрі прогресують у параліч. Симптомами отруєння (як через вдихання, так і крізь шкіру) є міоз (звуження зіниць), підвищені пітливість і слиновиділення, болі в грудях, загальна слабкість. При отруєннях малого і середнього ступенів, уражений втрачає працездатність на 1—2 тижні, у більших масштабах настає смерть. | Амітон, зарин, зоман, VX |
| Подразнювальної дії (ірританти)   | Сльозогінні речовини (лакриматори) подразнюють слизові оболонки, інколи й шкіру. До перших ознак присутності ірритантів в атмосфері належить свербіж шкіри, особливо вологої. Подразнення шкіри не вимагає лікування. При контакті зі слизовою оболонкою очей вони спричинюють посилену сльозотечу. Кашльові речовини (стерніти) впливають на нервові закінчення слизових оболонок дихальних шляхів, подразнюють стінки носоглотки. Ураження супроводжується нестримним чханням, кашлем, болями в грудях. Також можлива поява нудоти, головного та зубного болю. Вдихання великих кількостей стерніту або його тривала дія може призвести до появи набряку легень, судом, паралічу, втрати свідомості. Смертельна дія не притаманна ірритантам, вона настає лише після потрапляння до організму надто великих доз. | Кашельні: адамсит, дифенілхлороарсин Сльозогінні: хлороацетофенон, хлоропікрин Комплексні: дибензоксазепін, 2-хлоробензальмалононітрил |
| Психохімічної дії (інкапаситанти) | Порушують передавання нервових збуджень у гангліях та синапсах ЦНС людини, спричинює тимчасову недієздатність: порушення узгодження рухів, просторової орієнтації, появу видінь та галюцинацій, створення стану кволості, апатії. Інколи може з'являтися глухота, сліпота. Усі симптоми є тимчасовими і тривають від кількох годин до кількох днів. | Хінуклідил-3-бензилат, ЛСД, фенциклідин, EA 3167                                                                                       |

### За тактикою застосування
Тактична класифікація розподіляє отруйні речовини за бойовим призначенням. Виділяють такі три групи:
- Смертельно-дійні отруйні речовини, призначені для знищення живої сили. До цієї групи входять головним чином отруйні речовини нервово-паралітичної, шкірнонаривної, загальноотруйної та задушливої дії: зарин, зоман, V-гази, бінарні отруйні речовини, іприт, люїзит, синильна кислота, хлороціан, фосген.
- Подразнювальні отруйні речовини, призначені для ослаблення боєздатності військ і їх знесилення. Ці речовини також використовують у поліціянтів та навчальних цілях. До групи входять лакриматори і стерніти: CS, CR, адамсит, хлорацетофенон.
- Отруйні речовини, які тимчасово виводять із ладу особовий склад, тобто призначені для дезорганізації військ. До цієї групи входять психотоміметичні отруйні речовини: BZ, ЛСД.

### За поведінкою
| Отруйна речовина           | Стійкість |
| -------------------------- | --------- |
| CG (фосген)                | нестійка  |
| DP (дифосген)              | нестійка  |
| GA (табун)                 | нестійка  |
| GB (зарин)                 | нестійка  |
| GD (зоман)                 | нестійка  |
| GF (циклозарин)            | нестійка  |
| VX                         | стійка    |
| Vx                         | стійка    |
| AC (синильна кислота)      | нестійка  |
| CK (хлороціан)             | нестійка  |
| SA (арсин)                 | нестійка  |
| HD (іприт)                 | стійка    |
| HN-1 (азотні іприти)       | стійка    |
| HN-2 (азотні іприти)       | стійка    |
| HN-3 (азотні іприти)       | стійка    |
| HT                         | стійка    |
| L (люїзит)                 | стійка    |
| HL                         | стійка    |
| PD (фенілдихлороарсин)     | стійка    |
| ED (етилдихлороарсин)      | стійка    |
| MD (метилдихлороарсин)     | стійка    |
| CX (фосгеноксим)           | нестійка  |
| BZ (хінуклідил-3-бензилат) | нестійка  |

Класифікація отруйних речовин за поведінкою на місцевості в умовах бойового застосування:
- стійкі отруйні речовини (СОР): зберігають свою уражальну дію у зовнішньому середовищі понад годину після застосування. Ці отруйні речовини тривалий час заражують місцевість і всі розташовані там об'єкти, що, в свою чергу, служить джерелом тривалого зараження повітря. До стійких належать отруйні речовини з температурою кипіння понад 140 °C — зарин, зоман, V-гази, іприт, люїзит, CS.
- нестійкі отруйні речовини (НОР): гази та речовини з температурою кипіння до 140 °C, які швидко випаровуються, уражальна дія яких зберігається лише до години після застосування. Типовими представниками цієї групи є фосген, хлороціан, синильна кислота.

На думку військових фахівців з тактичної точки зору стійкі отруйні речовини краще призначені для ураження живої сили, зараження місцевості, водоймищ, бойової техніки, тощо, а нестійкі — для знищення живої сили.
За іншими даними, стійкими називають отруйні речовини, здатні уражати людей понад добу після застосування. Нестійкі отруйні речовини розкладаються, зазвичай, протягом 10-15 хвилин після застосування.
На стійкість отруйної речовини впливає велика кількість чинників і тому її точне визначення надзвичайно ускладнене. Стійкість залежить, зокрема від агрегатного стану отруйної речовини, її хімічної активності, таких умов навколишнього середовища як погода, температура повітря, вологість, інтенсивність сонячного випромінювання, характер контактної поверхні та ґрунтів, застосування у приміщенні чи на відкритому повітрі, інтенсивність вентиляції та швидкості вітру, тощо. Низька температура повітря може подовжити дію отруйної речовини, натомість висока температура може призводити до швидкого її руйнування. Наприклад, зарин (агент GB) може становити загрозу протягом 30 діб в холодному кліматі (температура не вище -10 °C), але розкладатись протягом 30 хвилин у теплу погоду (понад 15 °C). Навіть випадання снігу може істотно підвищити стійкість отруйної речовини. Також на стійкість отруйної речовини може впливати і спосіб застосування: змішування із розчинником може зменшувати стійкість, із згущувачем може навпаки, підвищити її.
Таким чином, одна й та сама отруйна речовина в залежності від зазначених чинників може поводити себе і як стійка, і як нестійка.

### За швидкістю
За швидкістю настання уражальної дії:
- швидкодійні отруйні речовини, які не мають періоду прихованої дії і основна симптоматика ураження якими виникає протягом першої години після дії отруйної речовини (зарин, зоман, Vx-інгаляційно, синильна кислота, хлороціан, CS, CR).
- отруйні речовини сповільненої дії, які мають період прихованої дії понад годину (Vx — через шкіру, іприт, фосген, BZ).

### За рівнем виробництва
За рівнем виробництва і запасів отруйні речовини поділяють на:
- табельні отруйні речовини, які перебувають на озброєнні. До них належать Vx, зарин, іприт, BZ, CS, CR.
- резервні отруйні речовини, яких не виробляють, але за потреби виробництво може бути швидко налагоджене. До них належать: синильна кислота, фосген, азотистий іприт, адамсит.

### Токсини
Окрему групу у класифікації хімічної зброї складають токсини — вони однаково відносяться і до хімічної, і до біологічної зброї. Ця невизначеність виникла тому, що вони є продуктами життєдіяльності організмів (тварин, рослин, бактерій, грибів), але не є життєздатними.
Токсини стали об'єктами військових досліджень у першій половині 20 століття. Значна частина токсинів є надзвичайно отруйною, інколи навіть на кілька порядків перевищуючи дію синтетичної зброї. Однак у міру вивчення інтерес до них почав згасати, оскільки значна їх частина не відповідала традиційним вимогам до хімічної зброї, зокрема, багато токсинів є чутливими до нагрівання і дії світла.
На додачу до Женевського протоколу, що забороняв використання бактеріологічної зброї, у 1972 році була підписана Конвенція про біологічну зброю. У додатках до Конвенції про хімічну зброю було згадано лише одного представника токсинів — сакситоксин — його внесли до списку 3 небезпечних речовин, щодо яких встановлюються особливі заходи контролю за виробництвом та обігом.
За природою походження токсини поділяють на
- тваринні, зоотоксини
- рослинні, фітотоксини: рицин;
- мікробні: ботулотоксин, стафілококові ентеротоксини, сакситоксин.

За характером дії серед токсинів виділяють
- цитотоксини — речовини, що порушують структуру клітинних мембран, змінюючи її проникність і хід біологічних процесів. Окрім того вони здатні руйнувати і розчиняти мембрани (наприклад, мембрани капілярів, що призводить до локальних крововиливів);
- нейротоксини — речовини, які впливають на нервову систему, порушуючи передачу нервових імпульсів;
- токсини-ферменти — речовини, які спричинюють розщеплення окремих структурних компонентів клітин (білків, ліпідів, нуклеїнових кислот). До таких токсинів належать, зокрема, протеази, нуклеази, фосфоліпази тощо. Їхня присутність порушує нормальне функціонування систем;
- токсини-інгібітори ферментів — речовини, що впливають на біокаталітичні процеси в організми.

Попри те, що своїми властивостями токсини не підходять для масштабного застосування, вони цілком придатні для саботажних дій чи усунення окремих осіб.

## Способи розповсюдження

### Аерозольний
Аерозольний спосіб (диспергація) полягає у випусканні отруйних речовин у формі аерозолю з резервуару під тиском.
Токсиканти використовуються у складі суміші, до якої входять: 15—40 % зрідженого газу, 1—2 % стабілізатору (загущувачу) і 58—84 % діючих токсичних речовин. Зрідженим газом може виступати пропан, бутан, ізобутан, ізобутилен, циклопропан, циклопропан, діоксид вуглецю, монооксид азоту, тетрафлуороетилен тощо. Стабілізатори (загущувачі) можуть варіюватися, однак усі вони мають надавати суміші більшої в'язкості і збільшувати її стабільність при тривалому зберіганні. Таки вимогам відповідають деякі насичені рідкі вуглеводні, воски, циклічні вуглеводні на кшталт бензену, толуену, мезитилену і широкий спектр полімерів — від ПВХ до тефлону. Для деяких токсикантів (зокрема, речовин нервово-паралітичної і шкірно-наривної дії) можна застосовувати алюмінієві і цинкові солі пальмітинової чи нафтенової кислот.
За способом дії аерозольні боєприпаси (або пристрої) поділяються на два типи: із контрольованим і неконтрольованим випуском.
До контрольованого випуску належить, зокрема, один з найдавніших способів застосування хімічної зброї у Першій світовій війні, де випускання отруйних речовини здійснювалося поворотом запірного вентиля на цистерні зі стисненим газом. Сучаснішим варіантом зброї із контрольованим випуском є гранати для гранатометів, що активуються після зіткнення з перешкодою: на внутрішній стороні рухомої носової частини закріплено вістря, яке після зрушення на кілька міліметрів назад пробиває отвір у резервуарі зі стисненим газом і випускає його рівномірним струменем. Подібні модифікації можуть застосовуватися проти скупчення людей, для проведення спецоперацій у бункерах, тунелях, і дозволяють використовувати як летальні, так і нелетальні речовини.
Аерозольні системи із неконтрольованим випуском вивільняють увесь вміст одразу. Принцип їхньої дії відрізняється від систем неконтрольованого випуску значно більшим розміром утворюваного отвору, що дозволяє миттєвий випуск. До боєприпасів, що можуть застосовуватися таким чином відносяться ракети, мінометні й артилерійські снаряди, гранати, наземні міни тощо. Ефективніше вивільнення аерозолю може також досягатися із використанням незначної кількості вибухівки, що детонує під час зіткнення. Системи неконтрольованого випуску є широко розповсюдженими у воєнних діях завдяки можливості за лічені секунди створити область із високою концентрацією отруйних речовин.
Рідкі отруйні речовини також можуть бути перетворені на «пил» всмоктуванням в тверду основу. Як основа може бути використаний, зокрема, аерогель, тальк, алюмогель, силікагель, діатоміт, каолініт, відбілювальні глини та пемза.

### Аеродинамічний

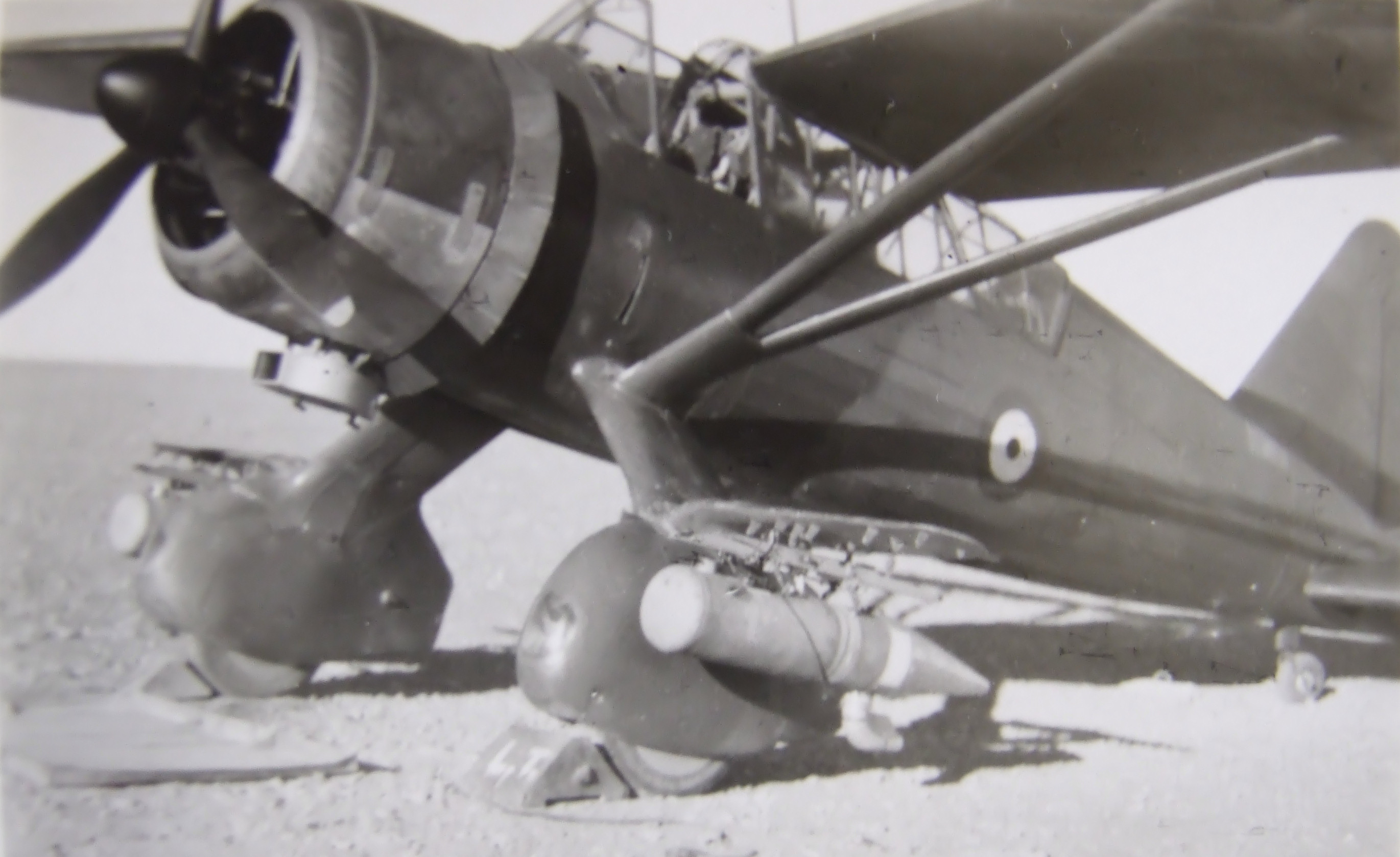
Британський літак Westland Lysander, обладнаний розпилювачами газу (1940).

Окремим підтипом аерозольного розповсюдження отруйних речовин є аеродинамічний, що проводиться розпилюванням речовин за допомогою літаків. Для успішного розпилювання необхідно враховувати чималу кількість параметрів: висоту і швидкість польоту, силу і напрям вітру, вологість повітря. Наприклад, за сильного вітру частинки аерозолю буде віднесено далеко від заданої точки, а із дощем вони швидко опустяться на землю. Провівши спостереження за погодними умовами можна спрогнозувати не тільки площу охоплення аерозолем, а й розмір його часток, який впливає на час перебування у повітрі та ефективність дії.

### Димовий
Димовий метод розповсюдження застосовується переважно для твердих речовин. Але оскільки більшість речовин, що належать до хімічної зброї, є леткими рідинами, він є відносно малопоширеним. Даний метод є значно простішим і дешевшим у виконанні, аніж аерозольний: димові снаряди стійкіші і не вимагають особливих умов зберігання. За його допомогою зазвичай розпилюються ірританти.

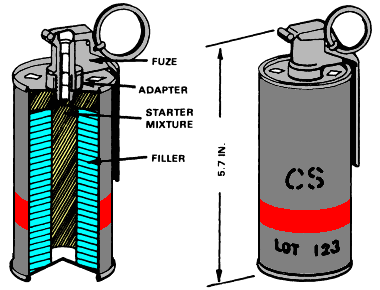
Схематичний переріз димової гранати M7A2/M7A3 на основі ірританту хлороацетофенону.

Димовий снаряд складається з двох принципових компонентів: палива (піротехнічної суміші) та хімічного агенту. Використовуване паливо загалом є подібним до пороху, що горить після займання. До його складу входять: окисник (нітрати, перхлорати, бромати, дихромати, перманганати), горючі матеріали (вугілля, сірка, целюлоза, борошно, порошкоподібний цукор, тверді високомолекулярні вуглеводні) та зв'язувальний агент. Останній може також додаватися до хімічного агенту у кількості 10—20 % за масою (в цьому випадку він не має бути окисником).
Горіння піротехнічної складової створює всередині снаряду високу температуру і тиск, дія яких на тверду речовину призводить до її випаровування. Утворені часточки хімічного агенту змішуються з продуктами горіння палива і утворюють дим, що виходить крізь отвори на верхівці.
Теоретично в такий спосіб можна розповсюджувати всі речовини, однак на практиці ситуація є зворотною — теплова енергія, що у значній кількості виділяється при горінні боєприпасу, руйнує більшість застосовуваних токсикантів. Навіть у випадку використання стійкіших речовин цього явища не завжди вдається уникнути, тому вважається прийнятним руйнування 15—20 % діючої речовини (але не більше 25 %). Іншим неоднозначним моментом є поведінка рідин за створених умов: при нагріванні вони радше будуть «вистрілювати» як шампанське, утворюючи зовсім малу поверхню ураження.
До недоліків димових снарядів відносяться:
- час розповсюдження (випаровування) речовини — він є найдовшим з усіх типів боєприпасів;
- неможливість повноцінного застосування у формі авіабомб, артилерійських снарядів — механічні пошкодження після заткнення можуть порушити нормальне функціонування пристрою;
- ймовірність утворення іскор під час горіння палива, що може стати причиною займання предметів, пожеж.

### Вибуховий

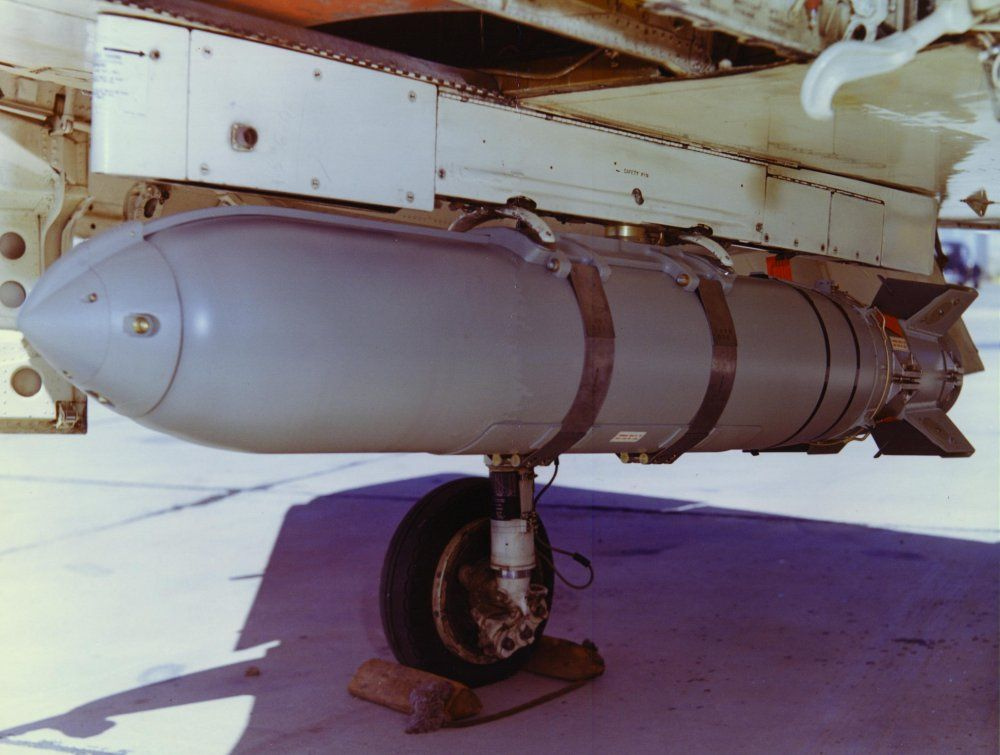
Американська авіабомба, яка здатна вміщувати 160 кг зарину.

Розповсюдження хімічної зброї за допомогою вибухових пристроїв є найвживанішим способом. До застосовуваного у такий метод озброєння відносяться артилерійські снаряди, авіабомби, ракети, які детонують при зіткненні з перешкодою або після їхньої активації і розповсюджують несений хімічний агент. На відміну від аерозолів, які вимагають спеціальних пристроїв для їхнього спорядження, вибухові снаряди легко монтуються протягом кількох хвилин.
Вибухові снаряди не призначені для використання із твердими токсикантами — якість розповсюдження рідких речовин значно більша, ніж твердих. Основними типами токсичних речовин у вибухових снарядах є речовини шкірно-наривної і нервово-паралітичної дії.
Попри поширене використання, ефективність вибухових хімічних снарядів не обов'язково є високою — більша частина хімічної складової руйнується внаслідок вибуху. Саме кількість вибухівки є визначальним чинником, що впливає на процес розповсюдження: надмірна кількість знищить хімічний агент, замала не зможе розповсюдити його по заданій площі. Окрім цього важливим показником є термічна стійкість використовуваного токсиканту. Загалом при створенні, наприклад, артилерійського снаряду керуються кількома настановами:
- вибухівка у снаряді повинна мати низьку швидкість детонації (наприклад, склад на основі ТНТ, нітрату амонію);
- кількість вибухівки має бути обмежена 20—30 % від маси хімічного агенту і перебувати лише у формі порошку чи гранул;
- вибухівка не повинна межувати з хімічним агентом;
- відсік з хімічним агентом має розташовуватися у хвостовій частині;
- перегородка між відсіками повинна легко руйнуватися після підриву.

При виготовленні хімічної авіабомби застосовують аналогічні тип і вміст вибухівки, а також додаткові умови:
- використання загущувачів, подібних до аерозольної форми;
- оболонка бомби має легко руйнуватися;
- наявність детонатора для підриву бомби над ціллю, а не внаслідок зіткнення.

Окрім цих типів снарядів розповсюджені також польові міни. Вони виготовляються зі стійкої до погодних умов металевої оболонки і помірно міцних внутрішніх контейнерів, які містять вибухівку на кшталт ТНТ чи пікринової кислоти і діючу речовину. Одним з методів розповсюдження мін заданою територією є використання касетних бомб.

## Вогнище хімічного ураження
Територія, у межах якої внаслідок впливу хімічної зброї відбулися масові ураження людей і сільськогосподарських тварин, називається вогнищем ураження. Розміри його залежать від розмаху і способу застосування ОР, типу ОР, метеорологічних умов, рельєфу місцевості й інших чинників.
Особливо небезпечні стійкі ОР нервово-паралітичної дії, пара яких поширюються в напрямку вітру на досить велику відстань (15-25 км і більше). Тривалість вражальної дії ОР тим менша, чим сильніші вітер і висхідні потоки повітря. У лісах, парках, ярах, на вузьких вулицях ОР зберігаються довше, ніж на відкритій місцевості.
Територія, яка була піддана безпосередньому впливу хімічної зброї, і територія, над якою поширилася хмара зараженого повітря у небезпечних концентраціях, називається зоною хімічного зараження. Розрізняють первинну і вторинну зони зараження.
Первинна зона зараження утворюється в результаті впливу первинної хмари зараженого повітря, джерелом якого є пара й аерозолі ОР, що з'явилися безпосередньо при розриві хімічних боєприпасів. Вторинна зона зараження утворюється внаслідок впливу хмари, що утворюється при випарі крапель ОР, осілих після розриву хімічних боєприпасів.

## Світовий арсенал

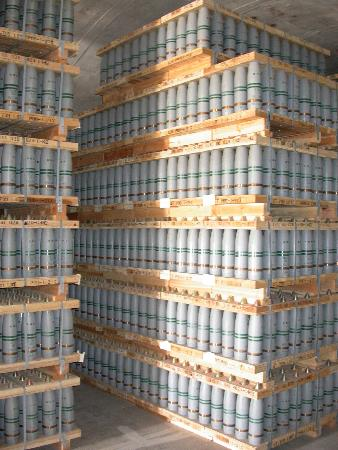
Арсенал 105 мм іпритних снарядів у хімічному сховищі Пуебло (Колорадо, США).

По закінченню Другої світової війни, а також періоду Холодної війни, чимало країн мали на своїй території військові сховища з хімічними боєприпасами. Після підписання країнами у 1990-х роках Конвенції про хімічну зброю новостворена Організація із заборони хімічної зброї проводила облік наявних речовин і розробляла маршрутні карти для ліквідації запасів.
У травні 2015 року ОЗХЗ повідомила про те, що було ліквідовано 90 % запасів хімічної зброї та прекурсорів для її створення.
| Країна  | Дані щодо хімічного озброєння |
| ------- | --- |
| Албанія | На момент підписання Конвенції Албанія мала у своєму розпорядженні 16.678 кг хімічної зброї, що включала іприт, люїзит, адамсит, хлороацетофенон. Увесь арсенал було повністю ліквідовано до 2007 року. |
| Єгипет  | У 1963—1967 роках Єгипет застосовував хімічну зброю у війні в Ємені, чим порушив статут Женевського протоколу. У 1992 році з'явилися повідомлення, що Єгипет придбав 340 тонн прекурсорів для виробництва речовин нервово-паралітичної дії на кшталт VX, а також співпрацює з російськими і північнокорейськими інженерами, створюючи усі умови для налагодження виробництва хімічної зброї. У неофіційних заявах це пояснювали бажанням мати противагу до імовірно наявної в Ізраїлю ядерної зброї. За весь час країна не робила жодних декларацій хімічного озброєння, оскільки не є членом Конвенції. Офіційно Єгипет заявляє, що приєднається до неї лише у випадку повного вирішення питань щодо ядерної зброї Ізраїлю.                          |
| Ізраїль | Згідно офіційних даних Ізраїль не володіє хімічною зброєю, однак він перебуває під постійним наглядом, оскільки має достатній науково-технічний потенціал для її створення, а також проводить масштабні розробки і навчання оборонного характеру, котрі можуть слугувати прикриттям. У 1983 році в ЦРУ вийшов звіт, в якому повідомлялося, що Ізраїль накопичує зброю нервово-паралітичної дії. Також за деякими повідомленнями на базі Ізраїльського інституту біологічних досліджень проводилися синтези фосфорорганічних отрут (зарину, табуну і VX). |
| Індія   | Після підписання Конвенції Індія задекларувала наявність 1044 тонн іприту, котрі до квітня 2009 року були ліквідовані. |
| Ірак    | У період воєн у Перській затоці в 1980—1988 роках Ірак активно розробляв хімічні програми. Після приєднання до Конвенції він задекларував 3859 тонн небезпечних речовин, з яких 3315 тонн складали речовини, придатні до бойового застосування: іприт, табун, зарин, циклозарин. Також у період до 2014 року різними організаціями і миротворчими військами знаходилися незареєстровані сховища хімічних боєприпасів, покинуті після ірано-іракської війни. Згідно попередньої домовленісті боєприпаси були розміщені у комплексі Аль-Мутанна. В липні 2014 року влада Іраку повідомила ООН про те, що комплекс Аль-Мутанна було захоплено терористичною організацією ІДІЛ. На той момент там могло зберігатися до 2500 непридатних ракет із зарином. |
| Іран    | Іран заперечує наявність і застосування хімічної зброї. Проте за даними розвідки США у 2003 році Іран мав деякі накопичення зброї різних типів, а у звіті 2012 року його було віднесено до країн, що мають можливості для її виробництва. |
| КНДР    | Незважаючи на участь КНДР у Женевському протоколі, існують дані, що вона має засоби хімічної боротьби. Так, за даними Міністерства національної оборони Південної Кореї та організації «International Crisis Group», на території КНДР знаходиться від 2500 до 5000 тонн небезпечних речовин, що включають іприт, фосген, зарин, табун, V-гази. |
| КНР     | На момент ратифікації Конвенції Китай проводив із хімічною зброєю маломасштабні дослідження, котрі невдовзі були припинені. По закінченню Другої світової війни японська армія покинула на території Китаю близько 700 тис. хімічних боєприпасів. 2010 року обидві країни розпочали роботи щодо ліквідації арсеналу, але вони не були завершені до наміченого терміну і триватимуть до 2016 року. |
| Лівія   | Після приєднання до Конвенції Лівія повідомила про наявність 24,7 тонн іприту і 1390 тонн прекурсорів. Наприкінці 2011 і на початку 2012 років влада Лівії повідомила про додаткові, попередньо незадекларовані, кількасот снарядів з іпритом та декілька центнерів іприту у пластикових контейнерах (його сумарна кількість сягнула 26,3 тонн). У лютому 2014 року всі речовини зі списку 1 були ліквідовані. |
| Росія   | Станом на 13 червня 2015 року ліквідація хімічної зброї в Росії перетнула позначку 90 %: було знищено 35.972 тонн хімічної зброї з 39.967 тонн наявних загалом. 27 вересня 2017 року генеральний директор ОЗХЗ заявив, що Росія завершила знищення останніх 39967 тон задекларованих запасів хімічної зброї. |
| Сирія   | Станом на 27 липня 2015 було знищено або вивезено з території Сирії усі 1.046.981 кг речовин зі списку 1, а також 244.723 кг з наявних 261.040 кг речовин зі списку 2 (тобто 93,7 %). |
| США     | Після підписання угоди 1997 року США задекларували арсенал об'ємом 27.771 м³, до серпня 2014 року з нього було знищено приблизно 25.000 м³. На початку лютого 2015 року розпочалася завершальна фаза, в ході якої мали бути знищені залишки хімічної зброї об'ємом 2600 м³. Станом на 7 липня 2023 року, згідно повідомлення Організації із заборони хімічної зброї (ОЗХЗ), у світі знищили всі заявлені запаси хімічної зброї, які були оголошені усіма державами-учасницями Конвенції про заборону хімічної зброї (КЗХЗ). Останні хімічні боєприпаси знищили США на пілотному заводі зі знищення хімічних речовин Blue Grass у штаті Кентуккі. |
| Тайвань | Тайвань задекларував незначну кількість хімічної зброї для наукових цілей і заперечує наявність інших речовин. |

## Захист від хімічної зброї
У разі застосування хімічної зброї важливими елементами реагування є:
1. Виявлення та ідентифікація агента, 2. Фізичний та медичний захист від агента та 3. Дезактивація.
Швидка ідентифікація та якісне і кількісне визначення невідомого агента — бойових отруйних хімічних речовин — необхідні для вибору адекватних захисних заходів (захисні маски та одяг, а також лікування), картування зони забруднення та процедур дезактивації. Для попередньої ідентифікації існує ряд портативних пристроїв (папір із триколірним детектором, комплект для виявлення залишкової пари, комплект для виявлення отрути у воді тощо). Точна ідентифікація агента може бути проведена на місці в мобільній аналітичній лабораторії або в лабораторії за межами об'єкта. Клінічні симптоми та ознаки у осіб, які зазнали впливу, можуть бути найкориснішими індикаторами ймовірного агента.
Фізичний захист включає забезпечення повітря для дихання, що здійснюється двома способами: безпосереднім під'єднанням до джерела (кисень або балон з чистим повітрям) або детоксикацією забрудненого повітря шляхом проходження через контейнер. Останній повинен містити високоефективний фільтр аерозольних частинок для вловлювання аерозолю, а газоподібні забруднення з повітря видаляються просоченим вугіллям шляхом процесів адсорбції, каталітичного розкладання та хемосорбції. Для захисту тіла для сильно забруднених приміщень слід використовувати повністю рідинонепроникні захисні костюми. Наприклад, непроникний костюм виготовлений з нейлонової тканини, покритої зовні неопреном, а інша сторона — бутилкаучуком. Захисні рукавички складаються із зовнішньої бутилкаучукової рукавички для хімічного захисту та внутрішньої бавовняної рукавички для поглинання поту. Як і рукавички, ботфорти з бутилкаучуку надягають поверх уже використаного взуття, щоб захистити взуття від забруднення. Термін «засоби індивідуального захисту» використовується для позначення повного захисного спорядження, тобто маски для обличчя, костюмів, рукавичок та черевиків. Колективний захист групи людей у транспортних засобах чи укриттях забезпечується шляхом забезпечення очищеного повітря шляхом фільтрації забрудненого повітря через великі стаціонарні чи транспортні фільтри.
Дезактивацію можна визначити як зменшення концентрації чи видалення хімічних агентів. Проводиться шляхом фізичного видалення агентів або шляхом їх хімічної нейтралізації. Фізична дезактивація проста і діє універсально, але не настільки ефективна, як хімічна. Вона включає переважно адсорбцію токсичної речовини на адсорбентах, таких як земля Фуллера, каолін, тальк, активоване вугілля тощо, або видалення агентів шляхом розпилення простої води або мильної води під тиском. В екстрених ситуаціях адсорбентом може бути навіть борошно, тирса або ґрунт. Основним недоліком фізичного методу є те, що адсорбент або воду, які використовуються для дезактивації, пізніше слід детоксикувати та обережно утилізувати. Хімічна дезактивація перетворює токсичні речовини в нешкідливі продукти, з якими можна безпечно поводитися. Хімічні реакції, які зазвичай застосовуються в методах хімічної дезактивації, є або нуклеофільними реакціями, або окисленнями. Часто використовуваним дезінфікуючим засобом для шкіри є 0,5 % розчин гіпохлориту або побутовий відбілювач. Луг (гідроксид натрію або калію), розчинений у метанолі або етанолі, детоксикує більшість агентів хімічної зброї, але не повинен використовуватися для знезараження шкіри, крім як у надзвичайних випадках. Чинники, які визначають ефективність знезараження, є час забруднення, температура, щільність забруднення та середовище знезараження, природа агента та природа деконтамінантів. Вимоги до ідеального засобу для знезараження або дезактивації: швидка дія, ефективність, нешкідливість для людей, корозійна пасивність, стабільність при тривалому зберіганні та можливість змивання водою.

## Юридичний та міжнародний аспект
Згідно «Конвенції про заборону розробки, виробництва, накопичення, застосування хімічної зброї та про її знищення» держави-учасники зобов'язуються:[джерело?]
1. Не розробляти, не виробляти, не придбавати іншим чином, не накопичувати або не зберігати хімічну зброю або не передавати прямо чи непрямо хімічну зброю будь-кому;
2. Не застосовувати хімічну зброю;
3. Не проводити будь-яких військових підготувань до застосування хімічної зброї;
4. Не допомагати, не заохочувати або не спонукати будь-яким чином будь-кого до будь-якої діяльності, яка забороняється державі-учасниці цією Конвенцією.
5. Кожна держава-учасниця зобов'язується знищити хімічну зброю, яка перебуває в її власності або володінні, або яка розташована у будь-якому місці під її юрисдикцією або контролем, відповідно до положень цієї Конвенції.
6. Кожна держава-учасниця зобов'язується знищити всю хімічну зброю, яка залишена нею на території іншої держави-учасниці, відповідно до положень цієї Конвенції.
7. Кожна держава-учасниця зобов'язується знищити будь-які об'єкти з виробництва хімічної зброї, які знаходяться у її власності чи володінні, або ті, які розташовані у будь-якому місці під її юрисдикцією чи контролем, відповідно до положень цієї Конвенції.
8. Кожна держава-учасниця зобов'язується не використовувати хімічні засоби боротьби з заворушеннями як засоби ведення війни.

Станом на 2017 рік підтверджено, що лише Північна Корея та Сполучені Штати мають запаси хімічної зброї. При цьому США прогнозували знищення своєї хімічної зброї до 2023 р.

## У мистецтві

Монументальна картина «Отруєні іпритом» створена під впливом трагічних вражень від убитих і отруєних іпритом

Французький карикатурист, ілюстратор та письменник Альбер Робіда в романі La Guerre au vingtième siècle («Війна в XX столітті»), що побачив світ у 1887 році передбачив застосування в майбутньому хімічної та біологічної зброї та ізолювальних респіраторів для захисту від неї.
Важчий за повітря «чорний газ» в романі «Війна світів» (1897 року) англійського письменника Герберта Веллса за своїми характеристиками схожий на іприт та фосген, що будуть використані на Західному фронті Першої світової війни через майже 30 років потому.
У романі німецького письменника Еріха Марії Ремарка «На Західному фронті без змін» (1929), в якому описуються реалії Першої світової війни, описано кілька випадків застосування хімічних снарядів.
В оповіданні автор передає страх опинитись без доступу до свіжого повітря та втрати контакту з побратимами (оскільки протигази серед іншого, позбавляли можливості розмовляти). Його непокоїть не так кількість жертв, як психологічний ефект від застосування отруйних газів.
У науково-фантастичному фільмі «Тенет» (2020) британського режисера Крістофера Нолана є сцена, де людей у концертній залі присипляють отруйною речовиною (алюзія на трагедію Норд-Осту).